# Playoffs NBA 2019
Los Playoffs de la NBA de 2019 son el ciclo de cierre o eliminatorias de la temporada 2018-19 de la NBA. Los playoffs dieron comienzo el sábado 13 de abril y finalizaron con las Finales de la NBA de 2019. Los Toronto Raptors se proclamaron campeones por primera vez, tras vencer a Golden State Warriors (4-2).

## Formato
El formato de estos playoffs es el mismo utilizado desde hace cinco años.
Los 30 equipos en el torneo norteamericano se distribuyen dividiéndose en 2 conferencias de 15 equipos cada una. Cada Conferencia está constituida por 3 Divisiones diferentes y, en cada una de ellas, están incluidos 5 equipos. La Conferencia Oeste incluye la División Pacífico, División Noroeste y la División Suroeste; la Conferencia Este está compuesta por la División Atlántico, División Central y División Sureste.
Una vez terminada la temporada regular, la clasificación para los playoffs se produce de la siguiente manera: Clasifican los 8 mejores equipos de cada conferencia. Se ordenan en orden descendente según la cantidad de victorias.
Una vez que se establecen los puestos definitivos para los playoffs, se realizan unas eliminatorias denominadas: 1.ª ronda, Semifinales y Final de Conferencia y los equipos que ganen sus eliminatorias se van clasificando de la siguiente forma:
|  | 1.ª ronda       | 1.ª ronda |  |  | Semifinales de Conferencia | Semifinales de Conferencia |  |  | Final de Conferencia | Final de Conferencia |
|  | 2-2-1-1-1       | 2-2-1-1-1 |  |  | 2-2-1-1-1                  | 2-2-1-1-1                  |  |  | 2-2-1-1-1            | 2-2-1-1-1            |
|  |                 |           |  |  |                            |                            |  |  |                      |                      |
|  |                 |           |  |  |                            |                            |  |  |                      |                      |
|  |                 |           |  |  |                            |                            |  |  |                      |                      |
|  | 1º Clasificado  |           |  |  |                            |                            |  |  |                      |                      |
|  |                 |           |  |  |                            |                            |  |  |                      |                      |
|  | 8º Clasificado  |           |  |  |                            |                            |  |  |                      |                      |
|  |                 |           |  |  |                            |                            |  |  |                      |                      |
|  |                 |           |  |  |                            |                            |  |  |                      |                      |
|  |                 |           |  |  |                            |                            |  |  |                      |                      |
|  | 4º Clasificado  |           |  |  |                            |                            |  |  |                      |                      |
|  |                 |           |  |  |                            |                            |  |  |                      |                      |
|  | 5º Clasificado  |           |  |  |                            |                            |  |  |                      |                      |
|  |                 |           |  |  |                            |                            |  |  |                      |                      |
|  |                 |           |  |  |                            |                            |  |  |                      |                      |
|  |                 |           |  |  |                            |                            |  |  |                      |                      |
|  | 2º Clasificado  |           |  |  |                            |                            |  |  |                      |                      |
|  |                 |           |  |  |                            |                            |  |  |                      |                      |
|  | 7º Clasificado  |           |  |  |                            |                            |  |  |                      |                      |
|  |                 |           |  |  |                            |                            |  |  |                      |                      |
|  |                 |           |  |  |                            |                            |  |  |                      |                      |
|  |                 |           |  |  |                            |                            |  |  |                      |                      |
|  | 3º Clasificado  |           |  |  |                            |                            |  |  |                      |                      |
|  |                 |           |  |  |                            |                            |  |  |                      |                      |
|  | 6.º clasificado |           |  |  |                            |                            |  |  |                      |                      |
|  |                 |           |  |  |                            |                            |  |  |                      |                      |

Las eliminatorias o series se juegan en un formato al mejor de 7 partidos, en el que se tiene que ganar 4 partidos para clasificarse para la siguiente ronda. El equipo que posea la ventaja de campo en cada eliminatoria disputará los partidos 1, 2, 5 y 7 como local, mientras que el resto de partidos se jugará en el pabellón del equipo contrario (Formato: 2-2-1-1-1). Se establece como equipo con ventaja de campo al que haya tenido mejor balance en liga entre los 2 contendientes de una eliminatoria. En el momento en que un equipo gana 4 partidos, se clasifica para la siguiente ronda de eliminatoria, sin jugar obligatoriamente los 7 partidos programados.

## Clasificación[1]

### Conferencia Este
| Puesto | Equipo             | Récord | Logros                      | Logros             | Logros                         | Logros                 |
| Puesto | Equipo             | Récord | Clasificación para Playoffs | Título de División | Mejor récord de la Conferencia | Mejor récord de la NBA |
| ------ | ------------------ | ------ | --------------------------- | ------------------ | ------------------------------ | ---------------------- |
| 1      | Milwaukee Bucks    | 60-22  | 1 de marzo                  | 21 de marzo        | 4 de abril                     | 4 de abril             |
| 2      | Toronto Raptors    | 58-24  | 9 de marzo                  | 1 de abril         | —                              | —                      |
| 3      | Philadelphia 76ers | 51-31  | 17 de marzo                 | —                  | —                              | —                      |
| 4      | Boston Celtics     | 49-33  | 26 de marzo                 | —                  | —                              | —                      |
| 5      | Indiana Pacers     | 48-34  | 22 de marzo                 | —                  | —                              | —                      |
| 6      | Brooklyn Nets      | 42-40  | 7 de abril                  | —                  | —                              | —                      |
| 7      | Orlando Magic      | 42-40  | 7 de abril                  | 7 de abril         | —                              | —                      |
| 8      | Detroit Pistons    | 41-41  | 10 de abril                 | —                  | —                              | —                      |

### Conferencia Oeste
| Puesto | Equipo                 | Récord | Logros                      | Logros             | Logros                         | Logros                 |
| Puesto | Equipo                 | Récord | Clasificación para Playoffs | Título de División | Mejor récord de la Conferencia | Mejor récord de la NBA |
| ------ | ---------------------- | ------ | --------------------------- | ------------------ | ------------------------------ | ---------------------- |
| 1      | Golden State Warriors  | 57-25  | 16 de marzo                 | 31 de marzo        | 7 de abril                     | —                      |
| 2      | Denver Nuggets         | 54-28  | 18 de marzo                 | 5 de abril         | —                              | —                      |
| 3      | Portland Trail Blazers | 53-29  | 25 de marzo                 | —                  | —                              | —                      |
| 4      | Houston Rockets        | 53-29  | 24 de marzo                 | 31 de marzo        | —                              | —                      |
| 5      | Utah Jazz              | 50-32  | 28 de marzo                 | —                  | —                              | —                      |
| 6      | Oklahoma City Thunder  | 49-33  | 30 de marzo                 | —                  | —                              | —                      |
| 7      | San Antonio Spurs      | 48-34  | 30 de marzo                 | —                  | —                              | —                      |
| 8      | Los Angeles Clippers   | 48-34  | 26 de marzo                 | —                  | —                              | —                      |

## Cuadro de enfrentamientos
|  | Primera ronda     | Primera ronda | Primera ronda |   |              | Semifinales de Conferencia | Semifinales de Conferencia | Semifinales de Conferencia |  |    | Finales de Conferencia | Finales de Conferencia | Finales de Conferencia |  |    | Finales de la NBA | Finales de la NBA | Finales de la NBA |
|  |                   |               |               |   |              |                            |                            |                            |  |    |                        |                        |                        |  |    |                   |                   |                   |
|  | E1                | Milwaukee     | 4             |   |              |                            |                            |                            |  |    |                        |                        |                        |  |    |                   |                   |                   |
|  | E8                | Detroit       | 0             |   |              |                            |                            |                            |  |    |                        |                        |                        |  |    |                   |                   |                   |
|  | E8                | Detroit       | 0             |   | E1           | Milwaukee                  | 4                          |                            |  |    |                        |                        |                        |  |    |                   |                   |                   |
|  |                   |               |               |   | E1           | Milwaukee                  | 4                          |                            |  |    |                        |                        |                        |  |    |                   |                   |                   |
|  |                   | E4            | Boston        | 1 |              |                            |                            |                            |  |    |                        |                        |                        |  |    |                   |                   |                   |
|  | E4                | E4            | Boston        | 1 | Boston       | 4                          |                            |                            |  |    |                        |                        |                        |  |    |                   |                   |                   |
|  | E4                |               |               |   | Boston       | 4                          |                            |                            |  |    |                        |                        |                        |  |    |                   |                   |                   |
|  | E5                | Indiana       | 0             |   |              |                            |                            |                            |  |    |                        |                        |                        |  |    |                   |                   |                   |
|  | E5                | Indiana       | 0             |   |              |                            |                            |                            |  | E1 | Milwaukee              | 2                      |                        |  |    |                   |                   |                   |
|  | Conferencia Este  |               |               |   |              |                            |                            |                            |  | E1 | Milwaukee              | 2                      |                        |  |    |                   |                   |                   |
|  |                   | E2            | Toronto       | 4 |              |                            |                            |                            |  |    |                        |                        |                        |  |    |                   |                   |                   |
|  | E3                | E2            | Toronto       | 4 | Philadelphia | 4                          |                            |                            |  |    |                        |                        |                        |  |    |                   |                   |                   |
|  | E3                |               |               |   | Philadelphia | 4                          |                            |                            |  |    |                        |                        |                        |  |    |                   |                   |                   |
|  | E6                | Brooklyn      | 1             |   |              |                            |                            |                            |  |    |                        |                        |                        |  |    |                   |                   |                   |
|  | E6                | Brooklyn      | 1             |   | E3           | Philadelphia               | 3                          |                            |  |    |                        |                        |                        |  |    |                   |                   |                   |
|  |                   |               |               |   | E3           | Philadelphia               | 3                          |                            |  |    |                        |                        |                        |  |    |                   |                   |                   |
|  |                   | E2            | Toronto       | 4 |              |                            |                            |                            |  |    |                        |                        |                        |  |    |                   |                   |                   |
|  | E2                | E2            | Toronto       | 4 | Toronto      | 4                          |                            |                            |  |    |                        |                        |                        |  |    |                   |                   |                   |
|  | E2                |               |               |   | Toronto      | 4                          |                            |                            |  |    |                        |                        |                        |  |    |                   |                   |                   |
|  | E7                | Orlando       | 1             |   |              |                            |                            |                            |  |    |                        |                        |                        |  |    |                   |                   |                   |
|  | E7                | Orlando       | 1             |   |              |                            |                            |                            |  |    |                        |                        |                        |  | E2 | Toronto           | 4                 |                   |
|  |                   |               |               |   |              |                            |                            |                            |  |    |                        |                        |                        |  | E2 | Toronto           | 4                 |                   |
|  |                   | O1            | Golden State  | 2 |              |                            |                            |                            |  |    |                        |                        |                        |  |    |                   |                   |                   |
|  | O1                | O1            | Golden State  | 2 | Golden State | 4                          |                            |                            |  |    |                        |                        |                        |  |    |                   |                   |                   |
|  | O1                |               |               |   | Golden State | 4                          |                            |                            |  |    |                        |                        |                        |  |    |                   |                   |                   |
|  | O8                | L.A. Clippers | 2             |   |              |                            |                            |                            |  |    |                        |                        |                        |  |    |                   |                   |                   |
|  | O8                | L.A. Clippers | 2             |   | O1           | Golden State               | 4                          |                            |  |    |                        |                        |                        |  |    |                   |                   |                   |
|  |                   |               |               |   | O1           | Golden State               | 4                          |                            |  |    |                        |                        |                        |  |    |                   |                   |                   |
|  |                   | O4            | Houston       | 2 |              |                            |                            |                            |  |    |                        |                        |                        |  |    |                   |                   |                   |
|  | O4                | O4            | Houston       | 2 | Houston      | 4                          |                            |                            |  |    |                        |                        |                        |  |    |                   |                   |                   |
|  | O4                |               |               |   | Houston      | 4                          |                            |                            |  |    |                        |                        |                        |  |    |                   |                   |                   |
|  | O5                | Utah          | 1             |   |              |                            |                            |                            |  |    |                        |                        |                        |  |    |                   |                   |                   |
|  | O5                | Utah          | 1             |   |              |                            |                            |                            |  | O1 | Golden State           | 4                      |                        |  |    |                   |                   |                   |
|  | Conferencia Oeste |               |               |   |              |                            |                            |                            |  | O1 | Golden State           | 4                      |                        |  |    |                   |                   |                   |
|  |                   | O3            | Portland      | 0 |              |                            |                            |                            |  |    |                        |                        |                        |  |    |                   |                   |                   |
|  | O3                | O3            | Portland      | 0 | Portland     | 4                          |                            |                            |  |    |                        |                        |                        |  |    |                   |                   |                   |
|  | O3                |               |               |   | Portland     | 4                          |                            |                            |  |    |                        |                        |                        |  |    |                   |                   |                   |
|  | O6                | Oklahoma      | 1             |   |              |                            |                            |                            |  |    |                        |                        |                        |  |    |                   |                   |                   |
|  | O6                | Oklahoma      | 1             |   | O3           | Portland                   | 4                          |                            |  |    |                        |                        |                        |  |    |                   |                   |                   |
|  |                   |               |               |   | O3           | Portland                   | 4                          |                            |  |    |                        |                        |                        |  |    |                   |                   |                   |
|  |                   | O2            | Denver        | 3 |              |                            |                            |                            |  |    |                        |                        |                        |  |    |                   |                   |                   |
|  | O2                | O2            | Denver        | 3 | Denver       | 4                          |                            |                            |  |    |                        |                        |                        |  |    |                   |                   |                   |
|  | O2                |               |               |   | Denver       | 4                          |                            |                            |  |    |                        |                        |                        |  |    |                   |                   |                   |
|  | O7                | San Antonio   | 3             |   |              |                            |                            |                            |  |    |                        |                        |                        |  |    |                   |                   |                   |

Negrita - Ganador de las series
cursiva - Equipo con ventaja de campo

## Conferencia Este

### Primera ronda

#### (1) Milwaukee Bucks vs. (8) Detroit Pistons
| 14 de abril                    | Detroit Pistons                                            | 86–121                                | Milwaukee Bucks                                                                 | |  |  |
| 7:00 p.m.                      | Parciales: 18–38, 25–32, 18–27, 25–24                      | Parciales: 18–38, 25–32, 18–27, 25–24 | Parciales: 18–38, 25–32, 18–27, 25–24                                           | |  |  |
|                                | Estadísticas Luke Kennard 21 Andre Drummond 12 Ish Smith 6 | Reporte Pts Reb Asts                  | Estadísticas Giannis Antetokounmpo 24 Giannis Antetokounmpo 17 Sterling Brown 7 | Pabellón: Fiserv Forum, Milwaukee, Wisconsin Asistencia: 17,529 espectadores Árbitros: Tony Brothers, Pat Fraher, Kevin Cutler Televisión: TNT |  |  |
| Milwaukee lidera la serie, 1–0 |                                                            |                                       |                                                                                 | |  |  |
|                                |                                                            |                                       |                                                                                 | |  |  |

| 17 de abril                    | Detroit Pistons                                                 | 99–120                                | Milwaukee Bucks                                                         | |  |  |
| 8:00 p. m.                     | Parciales: 27–38, 32–20, 17–35, 23–27                           | Parciales: 27–38, 32–20, 17–35, 23–27 | Parciales: 27–38, 32–20, 17–35, 23–27                                   | |  |  |
|                                | Estadísticas Luke Kennard 19 Andre Drummond 16 Reggie Jackson 8 | Reporte Pts Reb Asts                  | Estadísticas Eric Bledsoe 27 Giannis Antetokounmpo 12 Khris Middleton 8 | Pabellón: Fiserv Forum, Milwaukee, Wisconsin Asistencia: 17,513 espectadores Árbitros: Eric Lewis, Mike Callahan, Rodney Mott Televisión: NBA TV |  |  |
| Milwaukee lidera la serie, 2–0 |                                                                 |                                       |                                                                         | |  |  |
|                                |                                                                 |                                       |                                                                         | |  |  |

| 20 de abril                    | Milwaukee Bucks                                                              | 119–103                               | Detroit Pistons                                                  | |  |  |
| 8:00 p. m.                     | Parciales: 32–24, 35–30, 33–24, 19–25                                        | Parciales: 32–24, 35–30, 33–24, 19–25 | Parciales: 32–24, 35–30, 33–24, 19–25                            | |  |  |
|                                | Estadísticas Khris Middleton 20 Giannis Antetokounmpo 10 Bledsoe, Hill 5 c/u | Reporte Pts Reb Asts                  | Estadísticas Blake Griffin 27 Andre Drummond 12 Reggie Jackson 8 | Pabellón: Little Caesars Arena, Detroit, Míchigan Asistencia: 20,520 espectadores Árbitros: James Capers, Kane Fitzgerald, Curtis Blair Televisión: ESPN |  |  |
| Milwaukee lidera la serie, 3–0 |                                                                              |                                       |                                                                  | |  |  |
|                                |                                                                              |                                       |                                                                  | |  |  |

| 22 de abril                  | Milwaukee Bucks                                                          | 127–104                               | Detroit Pistons                                                   | |  |  |
| 8:00 p. m.                   | Parciales: 26–28, 30–34, 39–23, 32–19                                    | Parciales: 26–28, 30–34, 39–23, 32–19 | Parciales: 26–28, 30–34, 39–23, 32–19                             | |  |  |
|                              | Estadísticas Giannis Antetokounmpo 41 Sterling Brown 13 Sterling Brown 6 | Reporte Pts Reb Asts                  | Estadísticas Reggie Jackson 26 Andre Drummond 12 Reggie Jackson 7 | Pabellón: Little Caesars Arena, Detroit, Míchigan Asistencia: 20,332 espectadores Árbitros: Ken Mauer, Tony Brown, Derrick Collins Televisión: TNT |  |  |
| Milwaukee gana la serie, 4–0 |                                                                          |                                       |                                                                   | |  |  |
|                              |                                                                          |                                       |                                                                   | |  |  |

| 5 de diciembre de 2018 | Detroit Pistons | 92–115  | Milwaukee Bucks |                                              |  |
|                        |                 |         |                 |                                              |  |
|                        |                 | Reporte |                 | Pabellón: Fiserv Forum, Milwaukee, Wisconsin |  |

| 17 de diciembre de 2018 | Milwaukee Bucks | 107–104 | Detroit Pistons |                                                   |  |
|                         |                 |         |                 |                                                   |  |
|                         |                 | Reporte |                 | Pabellón: Little Caesars Arena, Detroit, Míchigan |  |

| 1 de enero de 2019 | Detroit Pistons | 98–121  | Milwaukee Bucks |                                              |  |
|                    |                 |         |                 |                                              |  |
|                    |                 | Reporte |                 | Pabellón: Fiserv Forum, Milwaukee, Wisconsin |  |

| 29 de enero de 2019 | Milwaukee Bucks | 115–105 | Detroit Pistons |                                                   |  |
|                     |                 |         |                 |                                                   |  |
|                     |                 | Reporte |                 | Pabellón: Little Caesars Arena, Detroit, Míchigan |  |

Esta será la quinta vez que se vean las caras estos dos equipos en playoffs, habiendo ganado los Pistons los cuatro anteriores enfrentamientos.
| 1976 | Milwaukee Bucks | 1–2 | Detroit Pistons |                                          |
|      |                 |     |                 |                                          |
|      |                 |     |                 | Pabellón: 1ª ronda Conferencia Este 1976 |

| 1989 | Detroit Pistons | 4–0 | Milwaukee Bucks |                                             |
|      |                 |     |                 |                                             |
|      |                 |     |                 | Pabellón: Semifinales Conferencia Este 1989 |

| 2004 | Detroit Pistons | 4–1 | Milwaukee Bucks |                                          |
|      |                 |     |                 |                                          |
|      |                 |     |                 | Pabellón: 1ª ronda Conferencia Este 2004 |

| 2006 | Detroit Pistons | 4–1 | Milwaukee Bucks |                                          |
|      |                 |     |                 |                                          |
|      |                 |     |                 | Pabellón: 1ª ronda Conferencia Este 2006 |

#### (2) Toronto Raptors vs. (7) Orlando Magic
| 13 de abril                  | Orlando Magic                                                   | 104–101                               | Toronto Raptors                                            | |  |  |
| 5:00 p.m.                    | Parciales: 25–30, 32–19, 18–27, 29–25                           | Parciales: 25–30, 32–19, 18–27, 29–25 | Parciales: 25–30, 32–19, 18–27, 29–25                      | |  |  |
|                              | Estadísticas D. J. Augustin 25 Aaron Gordon 10 D. J. Augustin 6 | Reporte Pts Reb Asts                  | Estadísticas Kawhi Leonard 25 Pascal Siakam 8 Kyle Lowry 8 | Pabellón: Scotiabank Arena, Toronto, Ontario Asistencia: 19,937 espectadores Árbitros: Mike Callahan, Eric Lewis, Ben Taylor Televisión: ESPN, SN1 |  |  |
| Orlando lidera la serie, 1–0 |                                                                 |                                       |                                                            | |  |  |
|                              |                                                                 |                                       |                                                            | |  |  |

| 16 de abril         | Orlando Magic                                       | 82–111                                | Toronto Raptors                                             | |  |  |
| 8:00 p. m.          | Parciales: 18–26, 21–25, 27–39, 16–21               | Parciales: 18–26, 21–25, 27–39, 16–21 | Parciales: 18–26, 21–25, 27–39, 16–21                       | |  |  |
|                     | Estadísticas Aaron Gordon 20 MCW 9 D. J. Augustin 4 | Reporte Pts Reb Asts                  | Estadísticas Kawhi Leonard 37 Pascal Siakam 10 Kyle Lowry 7 | Pabellón: Scotiabank Arena, Toronto, Ontario Asistencia: 19,964 espectadores Árbitros: Marc Davis, John Goble, Kevin Cutler Televisión: TNT, TSN |  |  |
| Serie empatada, 1–1 |                                                     |                                       |                                                             | |  |  |
|                     |                                                     |                                       |                                                             | |  |  |

| 19 de abril                  | Toronto Raptors                                              | 98–93                                 | Orlando Magic                                                  | |  |  |
| 7:00 p.m.                    | Parciales: 26–21, 22–24, 28–20, 22–28                        | Parciales: 26–21, 22–24, 28–20, 22–28 | Parciales: 26–21, 22–24, 28–20, 22–28                          | |  |  |
|                              | Estadísticas Pascal Siakam 30 Pascal Siakam 11 Kyle Lowry 10 | Reporte Pts Reb Asts                  | Estadísticas Terrence Ross 24 Nikola Vučević 14 Aaron Gordon 7 | Pabellón: Amway Center Orlando, Florida Asistencia: 19,367 espectadores Árbitros: Tony Brothers, Sean Wright, Michael Smith Televisión: ESPN, SN1 |  |  |
| Toronto lidera la serie, 2–1 |                                                              |                                       |                                                                | |  |  |
|                              |                                                              |                                       |                                                                | |  |  |

| 21 de abril                  | Toronto Raptors                                          | 107–85                                | Orlando Magic                                              | |  |  |
| 7:00 p.m.                    | Parciales: 28–26, 30–16, 24–28, 25–15                    | Parciales: 28–26, 30–16, 24–28, 25–15 | Parciales: 28–26, 30–16, 24–28, 25–15                      | |  |  |
|                              | Estadísticas Kawhi Leonard 34 Serge Ibaka 8 Kyle Lowry 9 | Reporte Pts Reb Asts                  | Estadísticas Aaron Gordon 25 Aaron Gordon 7 Aaron Gordon 5 | Pabellón: Amway Arena Orlando, Florida Asistencia: 19,087 espectadores Árbitros: Zach Zarba, Tom Washington, Karl Lane Televisión: TNT, TSN |  |  |
| Toronto lidera la serie, 3–1 |                                                          |                                       |                                                            | |  |  |
|                              |                                                          |                                       |                                                            | |  |  |

| 23 de abril                | Orlando Magic                                                          | 96–115                                | Toronto Raptors                                             | |  |  |
| 7:00 p.m.                  | Parciales: 19–35, 28–32, 23–32, 26–16                                  | Parciales: 19–35, 28–32, 23–32, 26–16 | Parciales: 19–35, 28–32, 23–32, 26–16                       | |  |  |
|                            | Estadísticas D. J. Augustin 15 Khem Birch 11 Michael Carter-Williams 5 | Reporte Pts Reb Asts                  | Estadísticas Kawhi Leonard 27 Marc Gasol 9 Fred VanVleet 10 | Pabellón: Scotiabank Arena, Toronto, Ontario Asistencia: 19,800 espectadores Árbitros: Scott Foster, Jason Phillips, Tyler Ford Televisión: NBA TV, TSN |  |  |
| Toronto gana la serie, 4–1 |                                                                        |                                       |                                                             | |  |  |
|                            |                                                                        |                                       |                                                             | |  |  |

| 20 de noviembre de 2018 | Toronto Raptors | 93–91   | Orlando Magic |                                          |  |
|                         |                 |         |               |                                          |  |
|                         |                 | Reporte |               | Pabellón: Amway Center, Orlando, Florida |  |

| 28 de diciembre de 2018 | Toronto Raptors | 87–116  | Orlando Magic |                                          |  |
|                         |                 |         |               |                                          |  |
|                         |                 | Reporte |               | Pabellón: Amway Center, Orlando, Florida |  |

| 24 de febrero de 2019 | Orlando Magic | 113–98  | Toronto Raptors |                                              |  |
|                       |               |         |                 |                                              |  |
|                       |               | Reporte |                 | Pabellón: Scotiabank Arena, Toronto, Ontario |  |

| 1 de abril de 2019 | Orlando Magic | 109–121 | Toronto Raptors |                                              |  |
|                    |               |         |                 |                                              |  |
|                    |               | Reporte |                 | Pabellón: Scotiabank Arena, Toronto, Ontario |  |

Segunda ocasión que se encuentran estos equipos en playoffs. Los Magic ganaron en la primera.
| \| 2008 \| Orlando Magic \| 4–1 \| Toronto Raptors \| \| \| \| \| \| \| \| \| \| \| \| \| Pabellón: 1ª ronda Conferencia Este 2008 \| |               |     |                 |                                          |
| 2008 | Orlando Magic | 4–1 | Toronto Raptors |                                          |
| |               |     |                 |                                          |
| |               |     |                 | Pabellón: 1ª ronda Conferencia Este 2008 |

#### (3) Philadelphia 76ers vs. (6) Brooklyn Nets
| 13 de abril                   | Brooklyn Nets                                                      | 111–102                               | Philadelphia 76ers                                          | |  |  |
| 2:30 p.m.                     | Parciales: 31–22, 31–32, 31–28, 18–20                              | Parciales: 31–22, 31–32, 31–28, 18–20 | Parciales: 31–22, 31–32, 31–28, 18–20                       | |  |  |
|                               | Estadísticas D'Angelo Russell 26 Ed Davis 16 Dudley, Russell 4 c/u | Reporte Pts Reb Asts                  | Estadísticas Jimmy Butler 36 Joel Embiid 15 Tobias Harris 6 | Pabellón: Wells Fargo Center, Philadelphia, Pensilvania Asistencia: 20,437 espectadores Árbitros: Scott Foster, Jason Phillips, Tyler Ford Televisión: ESPN |  |  |
| Brooklyn lidera la serie, 1–0 |                                                                    |                                       |                                                             | |  |  |
|                               |                                                                    |                                       |                                                             | |  |  |

| 15 de abril         | Brooklyn Nets                                                     | 123–145                               | Philadelphia 76ers                                                | |  |  |
| 8:00 p. m.          | Parciales: 28–34, 36–31, 23–51, 36–29                             | Parciales: 28–34, 36–31, 23–51, 36–29 | Parciales: 28–34, 36–31, 23–51, 36–29                             | |  |  |
|                     | Estadísticas Spencer Dinwiddie 19 Jarrett Allen 6 Jarrett Allen 4 | Reporte Pts Reb Asts                  | Estadísticas Joel Embiid 23 Embiid, Simmons 10 c/u Ben Simmons 12 | Pabellón: Wells Fargo Center, Philadelphia, Pensilvania Asistencia: 20,591 espectadores Árbitros: Mike Callahan, Kevin Scott, Gediminas Petraitis Televisión: TNT |  |  |
| Serie empatada, 1–1 |                                                                   |                                       |                                                                   | |  |  |
|                     |                                                                   |                                       |                                                                   | |  |  |

| 18 de abril                       | Philadelphia 76ers                                         | 131–115                               | Brooklyn Nets                                                                   | |  |  |
| 8:00 p.m.                         | Parciales: 32–24, 33–35, 32–31, 34–25                      | Parciales: 32–24, 33–35, 32–31, 34–25 | Parciales: 32–24, 33–35, 32–31, 34–25                                           | |  |  |
|                                   | Estadísticas Ben Simmons 31 Tobias Harris 16 Ben Simmons 9 | Reporte Pts Reb Asts                  | Estadísticas D'Angelo Russell 26 Caris LeVert 7 Russell, Hollis-Jefferson 4 c/u | Pabellón: Barclays Center, Brooklyn, New York Asistencia: 17,732 espectadores Árbitros: James Capers, Courtney Kirkland, Scott Wall Televisión: TNT |  |  |
| Philadelphia lidera la serie, 2–1 |                                                            |                                       |                                                                                 | |  |  |
|                                   |                                                            |                                       |                                                                                 | |  |  |

| 20 de abril                       | Philadelphia 76ers                                       | 112–108                               | Brooklyn Nets                                                      | |  |  |
| 3:00 p.m.                         | Parciales: 24–33, 33–30, 28–28, 27–17                    | Parciales: 24–33, 33–30, 28–28, 27–17 | Parciales: 24–33, 33–30, 28–28, 27–17                              | |  |  |
|                                   | Estadísticas Joel Embiid 31 Joel Embiid 16 Ben Simmons 8 | Reporte Pts Reb Asts                  | Estadísticas Caris LeVert 25 Jarrett Allen 8 LeVert, Russell 6 c/u | Pabellón: Barclays Center, Brooklyn, New York Asistencia: 17,732 espectadores Árbitros: Ed Malloy, David Guthrie, Ben Taylor Televisión: TNT |  |  |
| Philadelphia lidera la serie, 3–1 |                                                          |                                       |                                                                    | |  |  |
|                                   |                                                          |                                       |                                                                    | |  |  |

| 23 de abril                     | Brooklyn Nets                                                             | 100–122                               | Philadelphia 76ers                                          | |  |  |
| 8:00 p. m.                      | Parciales: 15–32, 16–28, 33–35, 36–27                                     | Parciales: 15–32, 16–28, 33–35, 36–27 | Parciales: 15–32, 16–28, 33–35, 36–27                       | |  |  |
|                                 | Estadísticas Rondae Hollis-Jefferson 21 Jarrett Allen 9 Shabazz Napier 10 | Reporte Pts Reb Asts                  | Estadísticas Joel Embiid 23 Joel Embiid 13 T.J. McConnell 7 | Pabellón: Wells Fargo Center, Philadelphia, Pensilvania Asistencia: 20,595 espectadores Árbitros: Zach Zarba, Tom Washington, Brian Forte Televisión: TNT |  |  |
| Philadelphia gana la serie, 4–1 |                                                                           |                                       |                                                             | |  |  |
|                                 |                                                                           |                                       |                                                             | |  |  |

| 4 de noviembre de 2018 | Philadelphia 76ers | 97–122  | Brooklyn Nets |                                               |  |
|                        |                    |         |               |                                               |  |
|                        |                    | Reporte |               | Pabellón: Barclays Center, Brooklyn, New York |  |

| 25 de noviembre de 2018 | Philadelphia 76ers | 127–125 | Brooklyn Nets |                                               |  |
|                         |                    |         |               |                                               |  |
|                         |                    | Reporte |               | Pabellón: Barclays Center, Brooklyn, New York |  |

| 12 de diciembre de 2018 | Brooklyn Nets | 127–124 | Philadelphia 76ers |                                                         |  |
|                         |               |         |                    |                                                         |  |
|                         |               | Reporte |                    | Pabellón: Wells Fargo Center, Philadelphia, Pensilvania |  |

| 28 de marzo de 2019 | Brooklyn Nets | 110–123 | Philadelphia 76ers |                                                         |  |
|                     |               |         |                    |                                                         |  |
|                     |               | Reporte |                    | Pabellón: Wells Fargo Center, Philadelphia, Pensilvania |  |

Es la tercera vez que se enfrentan estos equipos en playoffs, con una victoria previa para cada uno.
| 1979 | Philadelphia 76ers | 2–0 | New Jersey Nets |                                          |
|      |                    |     |                 |                                          |
|      |                    |     |                 | Pabellón: 1ª ronda Conferencia Este 1979 |

| 1984 | Philadelphia 76ers | 2–3 | New Jersey Nets |                                          |
|      |                    |     |                 |                                          |
|      |                    |     |                 | Pabellón: 1ª ronda Conferencia Este 1984 |

#### (4) Boston Celtics vs. (5) Indiana Pacers
| 14 de abril                 | Indiana Pacers                                                  | 74–84                                | Boston Celtics                                                  | |  |  |
| 1:00 p.m.                   | Parciales: 20–20, 25–18, 8–26, 21–20                            | Parciales: 20–20, 25–18, 8–26, 21–20 | Parciales: 20–20, 25–18, 8–26, 21–20                            | |  |  |
|                             | Estadísticas Cory Joseph 14 Domantas Sabonis 9 Thaddeus Young 6 | Reporte Pts Reb Asts                 | Estadísticas Irving, Morris 20 c/u Al Horford 11 Kyrie Irving 7 | Pabellón: TD Garden, Boston, Massachusetts Asistencia: 18,624 espectadores Árbitros: James Capers, Kane Fitzgerald, Brian Forte Televisión: TNT |  |  |
| Boston lidera la serie, 1–0 |                                                                 |                                      |                                                                 | |  |  |
|                             |                                                                 |                                      |                                                                 | |  |  |

| 17 de abril                 | Indiana Pacers                                                              | 91–99                                 | Boston Celtics                                            | |  |  |
| 7:00 p.m.                   | Parciales: 33–29, 17–23, 29–16, 12–31                                       | Parciales: 33–29, 17–23, 29–16, 12–31 | Parciales: 33–29, 17–23, 29–16, 12–31                     | |  |  |
|                             | Estadísticas Bojan Bogdanović 23 Bojan Bogdanović 8 Sabonis, Matthews 5 c/u | Reporte Pts Reb Asts                  | Estadísticas Kyrie Irving 37 Al Horford 10 Kyrie Irving 7 | Pabellón: TD Garden, Boston, Massachusetts Asistencia: 8,624 espectadores Árbitros: Sean Wright, Tony Brothers, Kevin Scott Televisión: TNT |  |  |
| Boston lidera la serie, 2–0 |                                                                             |                                       |                                                           | |  |  |
|                             |                                                                             |                                       |                                                           | |  |  |

| 19 de abril                 | Boston Celtics                                            | 104–96                                | Indiana Pacers                                                   | |  |  |
| 8:30 p.m.                   | Parciales: 41–28, 18–33, 21–12, 24–23                     | Parciales: 41–28, 18–33, 21–12, 24–23 | Parciales: 41–28, 18–33, 21–12, 24–23                            | |  |  |
|                             | Estadísticas Jaylen Brown 23 Al Horford 8 Kyrie Irving 10 | Reporte Pts Reb Asts                  | Estadísticas Tyreke Evans 19 Thaddeus Young 9 Domantas Sabonis 6 | Pabellón: Bankers Life Fieldhouse, Indianapolis, Indiana Asistencia: 17,923 espectadores Árbitros: Zach Zarba, Pat Fraher, Tyler Ford Televisión: ABC |  |  |
| Boston lidera la serie, 3–0 |                                                           |                                       |                                                                  | |  |  |
|                             |                                                           |                                       |                                                                  | |  |  |

| 21 de abril               | Boston Celtics                                              | 110–106                               | Indiana Pacers                                                      | |  |  |
| 1:00 p.m.                 | Parciales: 21–23, 26–26, 26–23, 37–34                       | Parciales: 21–23, 26–26, 26–23, 37–34 | Parciales: 21–23, 26–26, 26–23, 37–34                               | |  |  |
|                           | Estadísticas Gordon Hayward 20 Al Horford 12 Kyrie Irving 7 | Reporte Pts Reb Asts                  | Estadísticas Bojan Bogdanović 22 Thaddeus Young 9 Darren Collison 5 | Pabellón: Bankers Life Fieldhouse, Indianapolis, Indiana Asistencia: 17,923 espectadores Árbitros: Marc Davis, John Goble, Courtney Kirkland Televisión: ABC |  |  |
| Boston gana la serie, 4–0 |                                                             |                                       |                                                                     | |  |  |
|                           |                                                             |                                       |                                                                     | |  |  |

| 3 de noviembre de 2018 | Boston Celtics | 101–102 | Indiana Pacers |                                                          |  |
|                        |                |         |                |                                                          |  |
|                        |                | Reporte |                | Pabellón: Bankers Life Fieldhouse, Indianapolis, Indiana |  |

| 9 de enero de 2019 | Indiana Pacers | 108–135 | Boston Celtics |                                            |  |
|                    |                |         |                |                                            |  |
|                    |                | Reporte |                | Pabellón: TD Garden, Boston, Massachusetts |  |

| 29 de marzo de 2019 | Indiana Pacers | 112–114 | Boston Celtics |                                            |  |
|                     |                |         |                |                                            |  |
|                     |                | Reporte |                | Pabellón: TD Garden, Boston, Massachusetts |  |

| 5 de abril de 2019 | Boston Celtics | 117–97  | Indiana Pacers |                                                          |  |
|                    |                |         |                |                                                          |  |
|                    |                | Reporte |                | Pabellón: Bankers Life Fieldhouse, Indianapolis, Indiana |  |

Es la sexta ocasión que se encuentran estos dos equipos en los playoffs, siendo los Celtis los que se impusieron en tres de las cinco anteriores.
| 1991 | Boston Celtics | 3–2 | Indiana Pacers |                                          |
|      |                |     |                |                                          |
|      |                |     |                | Pabellón: 1ª ronda Conferencia Este 1991 |

| 1992 | Boston Celtics | 3–0 | Indiana Pacers |                                          |
|      |                |     |                |                                          |
|      |                |     |                | Pabellón: 1ª ronda Conferencia Este 1992 |

| 2003 | Indiana Pacers | 2–4 | Boston Celtics |                                          |
|      |                |     |                |                                          |
|      |                |     |                | Pabellón: 1ª ronda Conferencia Este 2003 |

| 2004 | Indiana Pacers | 4–0 | Boston Celtics |                                          |
|      |                |     |                |                                          |
|      |                |     |                | Pabellón: 1ª ronda Conferencia Este 2004 |

| 2005 | Boston Celtics | 3–4 | Indiana Pacers |                                          |
|      |                |     |                |                                          |
|      |                |     |                | Pabellón: 1ª ronda Conferencia Este 2005 |

### Semifinales de Conferencia

#### (1) Milwaukee Bucks vs. (4) Boston Celtics
| 28 de abril                 | Boston Celtics                                             | 112–90                                | Milwaukee Bucks                                                            | |  |  |
| 1:00 p.m.                   | Parciales: 26–17, 26–33, 36–21, 24–19                      | Parciales: 26–17, 26–33, 36–21, 24–19 | Parciales: 26–17, 26–33, 36–21, 24–19                                      | |  |  |
|                             | Estadísticas Kyrie Irving 26 Al Horford 11 Kyrie Irving 11 | Reporte Pts Reb Asts                  | Estadísticas Giannis Antetokounmpo 22 Khris Middleton 10 Khris Middleton 6 | Pabellón: Fiserv Forum, Milwaukee, Wisconsin Asistencia: 17,341 espectadores Árbitros: James Capers, Ed Malloy, Tyler Ford Televisión: ABC |  |  |
| Boston lidera la serie, 1–0 |                                                            |                                       |                                                                            | |  |  |
|                             |                                                            |                                       |                                                                            | |  |  |

| 30 de abril         | Boston Celtics                                                     | 102–123                               | Milwaukee Bucks                                                         | |  |  |
| 8:00 p. m.          | Parciales: 30–25, 25–34, 18–39, 29–25                              | Parciales: 30–25, 25–34, 18–39, 29–25 | Parciales: 30–25, 25–34, 18–39, 29–25                                   | |  |  |
|                     | Estadísticas Marcus Morris 17 Horford, Rozier 8 c/u Kyrie Irving 4 | Reporte Pts Reb Asts                  | Estadísticas Giannis Antetokounmpo 29 Pat Connaughton 11 Eric Bledsoe 5 | Pabellón: Fiserv Forum, Milwaukee, Wisconsin Asistencia: 17,536 espectadores Árbitros: Marc Davis, Tony Brothers, Tom Washington Televisión: TNT |  |  |
| Serie empatada, 1–1 |                                                                    |                                       |                                                                         | |  |  |
|                     |                                                                    |                                       |                                                                         | |  |  |

| 3 de mayo                      | Milwaukee Bucks                                                                        | 123–116                               | Boston Celtics                                              | |  |  |
| 8:00 p.m.                      | Parciales: 25–30, 30–26, 40–31, 28–29                                                  | Parciales: 25–30, 30–26, 40–31, 28–29 | Parciales: 25–30, 30–26, 40–31, 28–29                       | |  |  |
|                                | Estadísticas Giannis Antetokounmpo 32 Giannis Antetokounmpo 13 Giannis Antetokounmpo 8 | Reporte Pts Reb Asts                  | Estadísticas Kyrie Irving 29 Jayson Tatum 11 Kyrie Irving 6 | Pabellón: TD Garden, Boston, Massachusetts Asistencia: 18,624 espectadores Árbitros: Ken Mauer, Kane Fitzgerald, Tony Brown Televisión: ESPN |  |  |
| Milwaukee lidera la serie, 2–1 |                                                                                        |                                       |                                                             | |  |  |
|                                |                                                                                        |                                       |                                                             | |  |  |

| 6 de mayo                      | Milwaukee Bucks                                                                  | 113–101                               | Boston Celtics                                                | |  |  |
| 7:00 p.m.                      | Parciales: 22–30, 25–19, 33–23, 33–29                                            | Parciales: 22–30, 25–19, 33–23, 33–29 | Parciales: 22–30, 25–19, 33–23, 33–29                         | |  |  |
|                                | Estadísticas Giannis Antetokounmpo 39 Giannis Antetokounmpo 16 Khris Middleton 7 | Reporte Pts Reb Asts                  | Estadísticas Kyrie Irving 23 Marcus Morris 14 Kyrie Irving 10 | Pabellón: TD Garden, Boston, Massachusetts Asistencia: 18,624 espectadores Árbitros: Zach Zarba, John Goble, Pat Fraher Televisión: TNT |  |  |
| Milwaukee lidera la serie, 3–1 |                                                                                  |                                       |                                                               | |  |  |
|                                |                                                                                  |                                       |                                                               | |  |  |

| 8 de mayo                    | Boston Celtics                                             | 91–116                                | Milwaukee Bucks                                                                           | |  |  |
| 8:00 p.m.                    | Parciales: 19–22, 20–30, 23–28, 29–36                      | Parciales: 19–22, 20–30, 23–28, 29–36 | Parciales: 19–22, 20–30, 23–28, 29–36                                                     | |  |  |
|                              | Estadísticas Kyrie Irving 15 Marcus Morris 11 Al Horford 6 | Reporte Pts Reb Asts                  | Estadísticas Giannis Antetokounmpo 20 Connaughton, Mirotić 11 c/u Giannis Antetokounmpo 8 | Pabellón: Fiserv Forum, Milwaukee, Wisconsin Asistencia: 17,701 espectadores Árbitros: Mike Callahan, David Guthrie, Rodney Mott Televisión: TNT |  |  |
| Milwaukee gana la serie, 4–1 |                                                            |                                       |                                                                                           | |  |  |
|                              |                                                            |                                       |                                                                                           | |  |  |

| 1 de noviembre de 2018 | Milwaukee Bucks | 113–117 | Boston Celtics |                                            |  |
|                        |                 |         |                |                                            |  |
|                        |                 | Reporte |                | Pabellón: TD Garden, Boston, Massachusetts |  |

| 21 de diciembre de 2018 | Milwaukee Bucks | 120–107 | Boston Celtics |                                            |  |
|                         |                 |         |                |                                            |  |
|                         |                 | Reporte |                | Pabellón: TD Garden, Boston, Massachusetts |  |

| 21 de febrero de 2019 | Boston Celtics | 97–98   | Milwaukee Bucks |                                              |  |
|                       |                |         |                 |                                              |  |
|                       |                | Reporte |                 | Pabellón: Fiserv Forum, Milwaukee, Wisconsin |  |

Esta es la séptima vez que se enfrentan estos dos equipos en playoffs, habiendo ganado los Celtics cinco encuentros.
| 1974 | Milwaukee Bucks | 3–4 | Boston Celtics |                                     |
|      |                 |     |                |                                     |
|      |                 |     |                | Pabellón: Finales de la NBA de 1974 |

| 1983 | Boston Celtics | 0–4 | Milwaukee Bucks |                                             |
|      |                |     |                 |                                             |
|      |                |     |                 | Pabellón: Semifinales Conferencia Este 1983 |

| 1984 | Boston Celtics | 4–1 | Milwaukee Bucks |                                         |
|      |                |     |                 |                                         |
|      |                |     |                 | Pabellón: Finales Conferencia Este 1984 |

| 1986 | Boston Celtics | 4–0 | Milwaukee Bucks |                                         |
|      |                |     |                 |                                         |
|      |                |     |                 | Pabellón: Finales Conferencia Este 1986 |

| 1987 | Boston Celtics | 4–3 | Milwaukee Bucks |                                             |
|      |                |     |                 |                                             |
|      |                |     |                 | Pabellón: Semifinales Conferencia Este 1987 |

| 2018 | Boston Celtics | 4–3 | Milwaukee Bucks |                                          |
|      |                |     |                 |                                          |
|      |                |     |                 | Pabellón: 1ª ronda Conferencia Este 2018 |

#### (2) Toronto Raptors vs. (3) Philadelphia 76ers
| 27 de abril                  | Philadelphia 76ers                                            | 95–108                                | Toronto Raptors                                             | |  |  |
| 7:30 p.m.                    | Parciales: 31–39, 21–22, 29–31, 14–16                         | Parciales: 31–39, 21–22, 29–31, 14–16 | Parciales: 31–39, 21–22, 29–31, 14–16                       | |  |  |
|                              | Estadísticas J. J. Redick 17 Tobias Harris 15 Tobias Harris 6 | Reporte Pts Reb Asts                  | Estadísticas Kawhi Leonard 45 Kawhi Leonard 11 Kyle Lowry 8 | Pabellón: Scotiabank Arena, Toronto, Ontario Asistencia: 19,800 espectadores Árbitros: Ken Mauer, Kane Fitzgerald, Nick Buchert Televisión: TNT, SN1 |  |  |
| Toronto lidera la serie, 1–0 |                                                               |                                       |                                                             | |  |  |
|                              |                                                               |                                       |                                                             | |  |  |

| 29 de abril         | Philadelphia 76ers                                                               | 94–89                                 | Toronto Raptors                                                            | |  |  |
| 8:00 p. m.          | Parciales: 26–17, 25–21, 18–25, 25–26                                            | Parciales: 26–17, 25–21, 18–25, 25–26 | Parciales: 26–17, 25–21, 18–25, 25–26                                      | |  |  |
|                     | Estadísticas Jimmy Butler 30 Butler, Harris 11 c/u Butler, Embiid, Simmons 5 c/u | Reporte Pts Reb Asts                  | Estadísticas Kawhi Leonard 35 Gasol, Leonard, Siakam 7 c/u Kawhi Leonard 6 | Pabellón: Scotiabank Arena, Toronto, Ontario Asistencia: 19,800 espectadores Árbitros: Mike Callahan, David Guthrie, Scott Wall Televisión: TNT, TSN |  |  |
| Serie empatada, 1–1 |                                                                                  |                                       |                                                                            | |  |  |
|                     |                                                                                  |                                       |                                                                            | |  |  |

| 2 de mayo                         | Toronto Raptors                                               | 95–116                                | Philadelphia 76ers                                        | |  |  |
| 8:00 p. m.                        | Parciales: 29–32, 24–32, 28–25, 14–27                         | Parciales: 29–32, 24–32, 28–25, 14–27 | Parciales: 29–32, 24–32, 28–25, 14–27                     | |  |  |
|                                   | Estadísticas Kawhi Leonard 33 Gasol, Green 6 c/u Kyle Lowry 5 | Reporte Pts Reb Asts                  | Estadísticas Joel Embiid 33 Joel Embiid 10 Jimmy Butler 9 | Pabellón: Wells Fargo Center, Philadelphia, Pensilvania Asistencia: 20,658 espectadores Árbitros: Scott Foster, Jason Phillips, Tre Maddox Televisión: ESPN, SN1 |  |  |
| Philadelphia lidera la serie, 2–1 |                                                               |                                       |                                                           | |  |  |
|                                   |                                                               |                                       |                                                           | |  |  |

| 5 de mayo           | Toronto Raptors                                             | 101–96                                | Philadelphia 76ers                                         | |  |  |
| 3:30 p. m.          | Parciales: 24–21, 23–24, 28–30, 26–21                       | Parciales: 24–21, 23–24, 28–30, 26–21 | Parciales: 24–21, 23–24, 28–30, 26–21                      | |  |  |
|                     | Estadísticas Kawhi Leonard 39 Kawhi Leonard 14 Kyle Lowry 7 | Reporte Pts Reb Asts                  | Estadísticas Jimmy Butler 29 Jimmy Butler 11 Joel Embiid 7 | Pabellón: Wells Fargo Center, Philadelphia, Pensilvania Asistencia: 20,639 espectadores Árbitros: Marc Davis, Tony Brothers, Josh Tiven Televisión: ABC, CTV, TSN |  |  |
| Serie empatada, 2–2 |                                                             |                                       |                                                            | |  |  |
|                     |                                                             |                                       |                                                            | |  |  |

| 7 de mayo                    | Philadelphia 76ers                                        | 89–125                                | Toronto Raptors                                             | |  |  |
| 8:00 p. m.                   | Parciales: 26–27, 17–37, 27–28, 19–33                     | Parciales: 26–27, 17–37, 27–28, 19–33 | Parciales: 26–27, 17–37, 27–28, 19–33                       | |  |  |
|                              | Estadísticas Jimmy Butler 22 Ben Simmons 7 Jimmy Butler 7 | Reporte Pts Reb Asts                  | Estadísticas Pascal Siakam 25 Kawhi Leonard 13 Kyle Lowry 5 | Pabellón: Scotiabank Arena, Toronto, Ontario Asistencia: 20,287 espectadores Árbitros: James Capers, Eric Lewis, Sean Wright Televisión: TNT, SN1 |  |  |
| Toronto lidera la serie, 3–2 |                                                           |                                       |                                                             | |  |  |
|                              |                                                           |                                       |                                                             | |  |  |

| 9 de mayo           | Toronto Raptors                                             | 101–112                               | Philadelphia 76ers                                         | |  |  |
| 8:00 p. m.          | Parciales: 21–29, 22–29, 24–29, 34–25                       | Parciales: 21–29, 22–29, 24–29, 34–25 | Parciales: 21–29, 22–29, 24–29, 34–25                      | |  |  |
|                     | Estadísticas Kawhi Leonard 29 Kawhi Leonard 12 Kyle Lowry 6 | Reporte Pts Reb Asts                  | Estadísticas Jimmy Butler 25 Joel Embiid 12 Jimmy Butler 8 | Pabellón: Wells Fargo Center, Philadelphia, Pensilvania Asistencia: 20,525 espectadores Árbitros: Zach Zarba, John Goble, Tom Washington Televisión: ESPN, TSN |  |  |
| Serie empatada, 3–3 |                                                             |                                       |                                                            | |  |  |
|                     |                                                             |                                       |                                                            | |  |  |

| 12 de mayo                 | Philadelphia 76ers                                       | 90–92                                 | Toronto Raptors                                                 | |  |  |
| 7:00 p. m.                 | Parciales: 13–18, 27–26, 24–23, 26–25                    | Parciales: 13–18, 27–26, 24–23, 26–25 | Parciales: 13–18, 27–26, 24–23, 26–25                           | |  |  |
|                            | Estadísticas Joel Embiid 21 Joel Embiid 11 Ben Simmons 5 | Reporte Pts Reb Asts                  | Estadísticas Kawhi Leonard 41 Gasol, Siakam 11 c/u Kyle Lowry 6 | Pabellón: Scotiabank Arena, Toronto, Ontario Asistencia: 20,917 espectadores Árbitros: Scott Foster, Tony Brothers, Jason Phillips Televisión: TNT, SN1 |  |  |
| Toronto gana la serie, 4–3 |                                                          |                                       |                                                                 | |  |  |
|                            |                                                          |                                       |                                                                 | |  |  |

| 30 de octubre de 2018 | Philadelphia 76ers | 112–129 | Toronto Raptors |                                              |  |
|                       |                    |         |                 |                                              |  |
|                       |                    | Reporte |                 | Pabellón: Scotiabank Arena, Toronto, Ontario |  |

| 5 de diciembre de 2018 | Philadelphia 76ers | 102–113 | Toronto Raptors |                                              |  |
|                        |                    |         |                 |                                              |  |
|                        |                    | Reporte |                 | Pabellón: Scotiabank Arena, Toronto, Ontario |  |

| 22 de diciembre de 2018 | Toronto Raptors | 101–126 | Philadelphia 76ers |                                                         |  |
|                         |                 |         |                    |                                                         |  |
|                         |                 | Reporte |                    | Pabellón: Wells Fargo Center, Philadelphia, Pensilvania |  |

| 5 de febrero de 2019 | Toronto Raptors | 119–107 | Philadelphia 76ers |                                                         |  |
|                      |                 |         |                    |                                                         |  |
|                      |                 | Reporte |                    | Pabellón: Wells Fargo Center, Philadelphia, Pensilvania |  |

Esta es la ségunda vez que se enfrentan estos dos equipos en playoffs, el anterior encuentro fue ganado por Philadelphia.
| \| 2001 \| Philadelphia 76ers \| 4–3 \| Toronto Raptors \| \| \| \| \| \| \| \| \| \| \| \| \| Pabellón: Semifinales Conferencia Este 2001 \| |                    |     |                 |                                             |
| 2001 | Philadelphia 76ers | 4–3 | Toronto Raptors |                                             |
| |                    |     |                 |                                             |
| |                    |     |                 | Pabellón: Semifinales Conferencia Este 2001 |

### Finales de Conferencia

#### (1) Milwaukee Bucks vs. (2) Toronto Raptors
| 15 de mayo                     | Toronto Raptors                                          | 100–108                               | Milwaukee Bucks                                                              | |  |  |
| 8:30 p. m.                     | Parciales: 34–23, 25–28, 24–25, 17–32                    | Parciales: 34–23, 25–28, 24–25, 17–32 | Parciales: 34–23, 25–28, 24–25, 17–32                                        | |  |  |
|                                | Estadísticas Kawhi Leonard 31 Marc Gasol 12 Marc Gasol 5 | Reporte Pts Reb Asts                  | Estadísticas Brook Lopez 29 Giannis Antetokounmpo 14 Giannis Antetokounmpo 6 | Pabellón: Fiserv Forum, Milwaukee, Wisconsin Asistencia: 17,345 espectadores Árbitros: Zach Zarba, John Goble, Sean Wright Televisión: TNT |  |  |
| Milwaukee lidera la serie, 1–0 |                                                          |                                       |                                                                              | |  |  |
|                                |                                                          |                                       |                                                                              | |  |  |

| 17 de mayo                     | Toronto Raptors                                           | 103–125                               | Milwaukee Bucks                                                               | |  |  |
| 8:30 p. m.                     | Parciales: 21–35, 18–29, 39–31, 25–30                     | Parciales: 21–35, 18–29, 39–31, 25–30 | Parciales: 21–35, 18–29, 39–31, 25–30                                         | |  |  |
|                                | Estadísticas Kawhi Leonard 31 Serge Ibaka 10 Kyle Lowry 4 | Reporte Pts Reb Asts                  | Estadísticas Giannis Antetokounmpo 30 Giannis Antetokounmpo 17 Eric Bledsoe 7 | Pabellón: Fiserv Forum, Milwaukee, Wisconsin Asistencia: 17,570 espectadores Árbitros: Mike Callahan, Eric Lewis, Rodney Mott Televisión: TNT |  |  |
| Milwaukee lidera la serie, 2–0 |                                                           |                                       |                                                                               | |  |  |
|                                |                                                           |                                       |                                                                               | |  |  |

| 19 de mayo                     | Milwaukee Bucks                                                              | 112–118                                                 | Toronto Raptors                                          | |  |  |
| 7:00 p. m.                     | Parciales: 21–30, 30–28, 24–19, 21–19 (T.E.: 7–7, 9–15)                      | Parciales: 21–30, 30–28, 24–19, 21–19 (T.E.: 7–7, 9–15) | Parciales: 21–30, 30–28, 24–19, 21–19 (T.E.: 7–7, 9–15)  | |  |  |
|                                | Estadísticas George Hill 24 Giannis Antetokounmpo 23 Giannis Antetokounmpo 7 | Reporte Pts Reb Asts                                    | Estadísticas Kawhi Leonard 36 Marc Gasol 12 Marc Gasol 7 | Pabellón: Scotiabank Arena, Toronto, Ontario Asistencia: 19,923 espectadores Árbitros: Scott Foster, Ed Malloy, Tom Washington Televisión: TNT |  |  |
| Milwaukee lidera la serie, 2–1 |                                                                              |                                                         |                                                          | |  |  |
|                                |                                                                              |                                                         |                                                          | |  |  |

| 21 de mayo          | Milwaukee Bucks                                                            | 102–120                               | Toronto Raptors                                        | |  |  |
| 8:30 p. m.          | Parciales: 31–32, 24–33, 26–29, 21–26                                      | Parciales: 31–32, 24–33, 26–29, 21–26 | Parciales: 31–32, 24–33, 26–29, 21–26                  | |  |  |
|                     | Estadísticas Khris Middleton 30 Giannis Antetokounmpo 10 Khris Middleton 7 | Reporte Pts Reb Asts                  | Estadísticas Kyle Lowry 25 Serge Ibaka 13 Marc Gasol 7 | Pabellón: Scotiabank Arena, Toronto, Ontario Asistencia: 20,237 espectadores Árbitros: James Capers, Ken Mauer, Kane Fitzgerald Televisión: TNT |  |  |
| Serie empatada, 2–2 |                                                                            |                                       |                                                        | |  |  |
|                     |                                                                            |                                       |                                                        | |  |  |

| 23 de mayo                   | Toronto Raptors                                                | 105–99                                | Milwaukee Bucks                                                             | |  |  |
| 8:30 p. m.                   | Parciales: 22–32, 24–17, 26–26, 33–24                          | Parciales: 22–32, 24–17, 26–26, 33–24 | Parciales: 22–32, 24–17, 26–26, 33–24                                       | |  |  |
|                              | Estadísticas Kawhi Leonard 35 Pascal Siakam 13 Kawhi Leonard 9 | Reporte Pts Reb Asts                  | Estadísticas Giannis Antetokounmpo 24 Malcolm Brogdon 11 Khris Middleton 10 | Pabellón: Fiserv Forum, Milwaukee, Wisconsin Asistencia: 17,384 espectadores Árbitros: Marc Davis, Tony Brothers, Pat Fraher Televisión: TNT |  |  |
| Toronto lidera la serie, 3–2 |                                                                |                                       |                                                                             | |  |  |
|                              |                                                                |                                       |                                                                             | |  |  |

| 25 de mayo                 | Milwaukee Bucks                                                               | 94–100                                | Toronto Raptors                                             | |  |  |
| 8:30 p. m.                 | Parciales: 31–18, 19–25, 26–28, 18–29                                         | Parciales: 31–18, 19–25, 26–28, 18–29 | Parciales: 31–18, 19–25, 26–28, 18–29                       | |  |  |
|                            | Estadísticas Giannis Antetokounmpo 21 Giannis Antetokounmpo 11 Eric Bledsoe 7 | Reporte Pts Reb Asts                  | Estadísticas Kawhi Leonard 27 Kawhi Leonard 17 Kyle Lowry 8 | Pabellón: Scotiabank Arena, Toronto, Ontario Asistencia: 20,478 espectadores Árbitros: Mike Callahan, David Guthrie, Eric Lewis Televisión: TNT |  |  |
| Toronto gana la serie, 4–2 |                                                                               |                                       |                                                             | |  |  |
|                            |                                                                               |                                       |                                                             | |  |  |

| 29 de octubre de 2018 | Toronto Raptors | 109–124 | Milwaukee Bucks |                                              |  |
|                       |                 |         |                 |                                              |  |
|                       |                 | Reporte |                 | Pabellón: Fiserv Forum, Milwaukee, Wisconsin |  |

| 9 de diciembre de 2018 | Milwaukee Bucks | 104–99  | Toronto Raptors |                                              |  |
|                        |                 |         |                 |                                              |  |
|                        |                 | Reporte |                 | Pabellón: Scotiabank Arena, Toronto, Ontario |  |

| 5 de enero de 2019 | Toronto Raptors | 123–116 | Milwaukee Bucks |                                              |  |
|                    |                 |         |                 |                                              |  |
|                    |                 | Reporte |                 | Pabellón: Fiserv Forum, Milwaukee, Wisconsin |  |

| 31 de enero de 2019 | Milwaukee Bucks | 105–92  | Toronto Raptors |                                              |  |
|                     |                 |         |                 |                                              |  |
|                     |                 | Reporte |                 | Pabellón: Scotiabank Arena, Toronto, Ontario |  |

Esta es la ségunda vez que se enfrentan estos dos equipos en playoffs, el anterior encuentro fue ganado por Toronto.
| \| 2017 \| Toronto Raptors \| 4–2 \| Milwaukee Bucks \| \| \| \| \| \| \| \| \| \| \| \| \| Pabellón: 1ª ronda Conferencia Este 2017 \| |                 |     |                 |                                          |
| 2017 | Toronto Raptors | 4–2 | Milwaukee Bucks |                                          |
| |                 |     |                 |                                          |
| |                 |     |                 | Pabellón: 1ª ronda Conferencia Este 2017 |

## Conferencia Oeste

### Primera ronda

#### (1) Golden State Warriors vs. (8) Los Angeles Clippers
| 13 de abril                       | Los Angeles Clippers                                               | 104–121                               | Golden State Warriors                                             | |  |  |
| 8:00 p. m.                        | Parciales: 27–36, 29–33, 23–29, 25–23                              | Parciales: 27–36, 29–33, 23–29, 25–23 | Parciales: 27–36, 29–33, 23–29, 25–23                             | |  |  |
|                                   | Estadísticas Montrezl Harrell 26 Danilo Gallinari 8 Lou Williams 9 | Reporte Pts Reb Asts                  | Estadísticas Stephen Curry 38 Stephen Curry 15 Curry, Green 7 c/u | Pabellón: Oracle Arena, Oakland, California Asistencia: 19,596 espectadores Árbitros: Ed Malloy, Courtney Kirkland, Mark Lindsay Televisión: ABC |  |  |
| Golden State lidera la serie, 1–0 |                                                                    |                                       |                                                                   | |  |  |
|                                   |                                                                    |                                       |                                                                   | |  |  |

| 15 de abril         | Los Angeles Clippers                                             | 135–131                               | Golden State Warriors                                         | |  |  |
| 10:30 p. m.         | Parciales: 25–33, 25–40, 44–35, 41–23                            | Parciales: 25–33, 25–40, 44–35, 41–23 | Parciales: 25–33, 25–40, 44–35, 41–23                         | |  |  |
|                     | Estadísticas Lou Williams 36 Montrezl Harrell 10 Lou Williams 11 | Reporte Pts Reb Asts                  | Estadísticas Stephen Curry 29 Andrew Bogut 9 Draymond Green 9 | Pabellón: Oracle Arena, Oakland, California Asistencia: 19,596 espectadores Árbitros: Ken Mauer, Josh Tiven, Nick Buchert Televisión: TNT |  |  |
| Serie empatada, 1–1 |                                                                  |                                       |                                                               | |  |  |
|                     |                                                                  |                                       |                                                               | |  |  |

| 18 de abril                       | Golden State Warriors                                          | 132–105                               | Los Angeles Clippers                                      | |  |  |
| 10:30 p. m.                       | Parciales: 41–24, 32–28, 36–24, 24–29                          | Parciales: 41–24, 32–28, 36–24, 24–29 | Parciales: 41–24, 32–28, 36–24, 24–29                     | |  |  |
|                                   | Estadísticas Kevin Durant 38 Andrew Bogut 14 Draymond Green 10 | Reporte Pts Reb Asts                  | Estadísticas Ivica Zubac 18 Ivica Zubac 15 Lou Williams 6 | Pabellón: Staples Center, Los Ángeles, California Asistencia: 19,068 espectadores Árbitros: Scott Foster, Jason Phillips, Scott Twardoski Televisión: TNT |  |  |
| Golden State lidera la serie, 2–1 |                                                                |                                       |                                                           | |  |  |
|                                   |                                                                |                                       |                                                           | |  |  |

| 21 de abril                       | Golden State Warriors                                            | 113–105                               | Los Angeles Clippers                                                           | |  |  |
| 3:30 p. m.                        | Parciales: 32–22, 30–32, 25–30, 26–21                            | Parciales: 32–22, 30–32, 25–30, 26–21 | Parciales: 32–22, 30–32, 25–30, 26–21                                          | |  |  |
|                                   | Estadísticas Kevin Durant 33 Bogut, Curry 10 c/u Stephen Curry 7 | Reporte Pts Reb Asts                  | Estadísticas Shai Gilgeous-Alexander 25 Patrick Beverley 10 Patrick Beverley 5 | Pabellón: Staples Center, Los Ángeles, California Asistencia: 19,068 espectadores Árbitros: Tony Brothers, Sean Wright, Brent Barnaky Televisión: ABC |  |  |
| Golden State lidera la serie, 3–1 |                                                                  |                                       |                                                                                | |  |  |
|                                   |                                                                  |                                       |                                                                                | |  |  |

| 24 de abril                       | Los Angeles Clippers                                             | 129–121                               | Golden State Warriors                                             | |  |  |
| 10:30 p. m.                       | Parciales: 37–41, 34–22, 33–31, 25–27                            | Parciales: 37–41, 34–22, 33–31, 25–27 | Parciales: 37–41, 34–22, 33–31, 25–27                             | |  |  |
|                                   | Estadísticas Lou Williams 33 Patrick Beverley 14 Lou Williams 10 | Reporte Pts Reb Asts                  | Estadísticas Kevin Durant 45 Green, Looney 7 c/u Andre Iguodala 8 | Pabellón: Oracle Arena, Oakland, California Asistencia: 19,596 espectadores Árbitros: Marc Davis, John Goble, Pat Fraher Televisión: TNT |  |  |
| Golden State lidera la serie, 3–2 |                                                                  |                                       |                                                                   | |  |  |
|                                   |                                                                  |                                       |                                                                   | |  |  |

| 26 de abril                     | Golden State Warriors                                            | 129–110                               | Los Angeles Clippers                                                          | |  |  |
| 10:00 p. m.                     | Parciales: 35–31, 37–22, 30–25, 27–32                            | Parciales: 35–31, 37–22, 30–25, 27–32 | Parciales: 35–31, 37–22, 30–25, 27–32                                         | |  |  |
|                                 | Estadísticas Kevin Durant 50 Draymond Green 14 Draymond Green 10 | Reporte Pts Reb Asts                  | Estadísticas Danilo Gallinari 29 Patrick Beverley 14 Beverley, Williams 7 c/u | Pabellón: Staples Center, Los Ángeles, California Asistencia: 19,068 espectadores Árbitros: Mike Callahan, David Guthrie, Kevin Scott Televisión: ESPN |  |  |
| Golden State gana la serie, 4–2 |                                                                  |                                       |                                                                               | |  |  |
|                                 |                                                                  |                                       |                                                                               | |  |  |

| 12 de noviembre de 2018 | Golden State Warriors | 116–121 (OT) | Los Angeles Clippers |                                                   |  |
|                         |                       |              |                      |                                                   |  |
|                         |                       | Reporte      |                      | Pabellón: Staples Center, Los Ángeles, California |  |

| 23 de diciembre de 2018 | Los Angeles Clippers | 127–129 | Golden State Warriors |                                             |  |
|                         |                      |         |                       |                                             |  |
|                         |                      | Reporte |                       | Pabellón: Oracle Arena, Oakland, California |  |

| 18 de enero de 2019 | Golden State Warriors | 112–94  | Los Angeles Clippers |                                                   |  |
|                     |                       |         |                      |                                                   |  |
|                     |                       | Reporte |                      | Pabellón: Staples Center, Los Ángeles, California |  |

| 7 de abril de 2019 | Los Angeles Clippers | 104–131 | Golden State Warriors |                                             |  |
|                    |                      |         |                       |                                             |  |
|                    |                      | Reporte |                       | Pabellón: Oracle Arena, Oakland, California |  |

Es la segunda vez que se enfrentan en playoffs ambos equipos. En la primera ocasión la victoria fue para los  Clippers.
| \| 2014 \| Los Angeles Clippers \| 4–3 \| Golden State Warriors \| \| \| \| \| \| \| \| \| \| \| \| \| Pabellón: 1ª ronda Conferencia Oeste 2014 \| |                      |     |                       |                                           |
| 2014 | Los Angeles Clippers | 4–3 | Golden State Warriors |                                           |
| |                      |     |                       |                                           |
| |                      |     |                       | Pabellón: 1ª ronda Conferencia Oeste 2014 |

#### (2) Denver Nuggets vs. (7) San Antonio Spurs
| 13 de abril                      | San Antonio Spurs                                              | 101–96                                | Denver Nuggets                                              | |  |  |
| 10:30 p. m.                      | Parciales: 25–20, 34–31, 13–17, 29–28                          | Parciales: 25–20, 34–31, 13–17, 29–28 | Parciales: 25–20, 34–31, 13–17, 29–28                       | |  |  |
|                                  | Estadísticas DeMar DeRozan 18 DeMar DeRozan 12 DeMar DeRozan 6 | Reporte Pts Reb Asts                  | Estadísticas Gary Harris 20 Nikola Jokić 14 Nikola Jokić 14 | Pabellón: Pepsi Center, Denver, Colorado Asistencia: 19,520 espectadores Árbitros: Ken Mauer, Josh Tiven, Tom Washington Televisión: ESPN |  |  |
| San Antonio lidera la serie, 1–0 |                                                                |                                       |                                                             | |  |  |
|                                  |                                                                |                                       |                                                             | |  |  |

| 16 de abril         | San Antonio Spurs                                      | 105–114                               | Denver Nuggets                                              | |  |  |
| 9:00 p. m.          | Parciales: 26–21, 33–28, 23–26, 23–39                  | Parciales: 26–21, 33–28, 23–26, 23–39 | Parciales: 26–21, 33–28, 23–26, 23–39                       | |  |  |
|                     | Estadísticas DeMar DeRozan 31 Rudy Gay 9 Patty Mills 5 | Reporte Pts Reb Asts                  | Estadísticas Jamal Murray 24 Nikola Jokić 13 Nikola Jokić 8 | Pabellón: Pepsi Center, Denver, Colorado Asistencia: 19,520 espectadores Árbitros: James Capers, Kane Fitzgerald, Derrick Collins Televisión: NBA TV |  |  |
| Serie empatada, 1–1 |                                                        |                                       |                                                             | |  |  |
|                     |                                                        |                                       |                                                             | |  |  |

| 18 de abril                      | Denver Nuggets                                                           | 108–118                               | San Antonio Spurs                                                                 | |  |  |
| 9:00 p. m.                       | Parciales: 22–31, 36–30, 26–27, 24–30                                    | Parciales: 22–31, 36–30, 26–27, 24–30 | Parciales: 22–31, 36–30, 26–27, 24–30                                             | |  |  |
|                                  | Estadísticas Nikola Jokić 22 Malik Beasley 9 Harris, Jokić, Morris 7 c/u | Reporte Pts Reb Asts                  | Estadísticas Derrick White 36 Aldridge, Gay 11 c/u Aldridge, DeRozan, White 5 c/u | Pabellón: AT&T Center, San Antonio, Texas Asistencia: 18,354 espectadores Árbitros: Ed Malloy, David Guthrie, Mark Lindsay Televisión: NBA TV |  |  |
| San Antonio lidera la serie, 2–1 |                                                                          |                                       |                                                                                   | |  |  |
|                                  |                                                                          |                                       |                                                                                   | |  |  |

| 20 de abril         | Denver Nuggets                                              | 117–103                               | San Antonio Spurs                                                            | |  |  |
| 5:30 p. m.          | Parciales: 22–34, 32–20, 37–25, 26–24                       | Parciales: 22–34, 32–20, 37–25, 26–24 | Parciales: 22–34, 32–20, 37–25, 26–24                                        | |  |  |
|                     | Estadísticas Nikola Jokić 29 Nikola Jokić 12 Nikola Jokić 8 | Reporte Pts Reb Asts                  | Estadísticas LaMarcus Aldridge 24 Aldridge, Pöltl 9 c/u DeRozan, White 5 c/u | Pabellón: AT&T Center, San Antonio, Texas Asistencia: 18,354 espectadores Árbitros: Scott Foster, Rodney Mott, Brian Forte Televisión: TNT |  |  |
| Serie empatada, 2–2 |                                                             |                                       |                                                                              | |  |  |
|                     |                                                             |                                       |                                                                              | |  |  |

| 23 de abril                 | San Antonio Spurs                                                        | 90–108                                | Denver Nuggets                                              | |  |  |
| 9:30 p. m.                  | Parciales: 19–26, 23–27, 21–32, 27–23                                    | Parciales: 19–26, 23–27, 21–32, 27–23 | Parciales: 19–26, 23–27, 21–32, 27–23                       | |  |  |
|                             | Estadísticas Aldridge, DeRozan 17 c/u LaMarcus Aldridge 10 Jakob Pöltl 4 | Reporte Pts Reb Asts                  | Estadísticas Jamal Murray 23 Nikola Jokić 11 Nikola Jokić 8 | Pabellón: Pepsi Center, Denver, Colorado Asistencia: 19,520 espectadores Árbitros: Mike Callahan, Eric Lewis, Kevin Scott Televisión: NBA TV |  |  |
| Denver lidera la serie, 3–2 |                                                                          |                                       |                                                             | |  |  |
|                             |                                                                          |                                       |                                                             | |  |  |

| 25 de abril         | Denver Nuggets                                              | 103–120                               | San Antonio Spurs                                                      | |  |  |
| 8:00 p. m.          | Parciales: 24–34, 36–30, 25–26, 18–30                       | Parciales: 24–34, 36–30, 25–26, 18–30 | Parciales: 24–34, 36–30, 25–26, 18–30                                  | |  |  |
|                     | Estadísticas Nikola Jokić 43 Nikola Jokić 12 Nikola Jokić 9 | Reporte Pts Reb Asts                  | Estadísticas LaMarcus Aldridge 26 LaMarcus Aldridge 10 DeMar DeRozan 7 | Pabellón: AT&T Center, San Antonio, Texas Asistencia: 18,354 espectadores Árbitros: Zach Zarba, Josh Tiven, Tony Brown Televisión: TNT |  |  |
| Serie empatada, 3–3 |                                                             |                                       |                                                                        | |  |  |
|                     |                                                             |                                       |                                                                        | |  |  |

| 27 de abril               | San Antonio Spurs                                             | 86–90                                 | Denver Nuggets                                               | |  |  |
| 10:30 p. m.               | Parciales: 13–23, 21–24, 27–25, 25–18                         | Parciales: 13–23, 21–24, 27–25, 25–18 | Parciales: 13–23, 21–24, 27–25, 25–18                        | |  |  |
|                           | Estadísticas Rudy Gay 21 LaMarcus Aldridge 11 DeMar DeRozan 6 | Reporte Pts Reb Asts                  | Estadísticas Jamal Murray 23 Nikola Jokić 15 Nikola Jokić 10 | Pabellón: Pepsi Center, Denver, Colorado Asistencia: 19,725 espectadores Árbitros: Marc Davis, Tony Brothers, John Goble Televisión: TNT |  |  |
| Denver gana la serie, 4–3 |                                                               |                                       |                                                              | |  |  |
|                           |                                                               |                                       |                                                              | |  |  |

| 26 de diciembre de 2018 | Denver Nuggets | 103–111 | San Antonio Spurs |                                           |  |
|                         |                |         |                   |                                           |  |
|                         |                | Reporte |                   | Pabellón: AT&T Center, San Antonio, Texas |  |

| 28 de diciembre de 2018 | San Antonio Spurs | 99–102  | Denver Nuggets |                                          |  |
|                         |                   |         |                |                                          |  |
|                         |                   | Reporte |                | Pabellón: Pepsi Center, Denver, Colorado |  |

| 4 de marzo de 2019 | Denver Nuggets | 103–104 | San Antonio Spurs |                                           |  |
|                    |                |         |                   |                                           |  |
|                    |                | Reporte |                   | Pabellón: AT&T Center, San Antonio, Texas |  |

| 3 de abril de 2019 | San Antonio Spurs | 85–113  | Denver Nuggets |                                          |  |
|                    |                   |         |                |                                          |  |
|                    |                   | Reporte |                | Pabellón: Pepsi Center, Denver, Colorado |  |

Es la séptima vez que se enfrentan en playoffs ambos equipos, San Antonio lidera la serie con cinco triunfos.
| 1983 | San Antonio Spurs | 4–1 | Denver Nuggets |                                              |
|      |                   |     |                |                                              |
|      |                   |     |                | Pabellón: Semifinales Conferencia Oeste 1983 |

| 1985 | Denver Nuggets | 3–2 | San Antonio Spurs |                                           |
|      |                |     |                   |                                           |
|      |                |     |                   | Pabellón: 1ª ronda Conferencia Oeste 1985 |

| 1990 | San Antonio Spurs | 3–0 | Denver Nuggets |                                           |
|      |                   |     |                |                                           |
|      |                   |     |                | Pabellón: 1ª ronda Conferencia Oeste 1990 |

| 1995 | San Antonio Spurs | 3–0 | Denver Nuggets |                                           |
|      |                   |     |                |                                           |
|      |                   |     |                | Pabellón: 1ª ronda Conferencia Oeste 1995 |

| 2005 | San Antonio Spurs | 4–1 | Denver Nuggets |                                           |
|      |                   |     |                |                                           |
|      |                   |     |                | Pabellón: 1ª ronda Conferencia Oeste 2005 |

| 2007 | San Antonio Spurs | 4–1 | Denver Nuggets |                                           |
|      |                   |     |                |                                           |
|      |                   |     |                | Pabellón: 1ª ronda Conferencia Oeste 2007 |

#### (3) Portland Trail Blazers vs. (6) Oklahoma City Thunder
| 14 de abril                   | Oklahoma City Thunder                                                     | 99–104                                | Portland Trail Blazers                                         | |  |  |
| 3:30 p. m.                    | Parciales: 25–39, 23–15, 21–22, 30–28                                     | Parciales: 25–39, 23–15, 21–22, 30–28 | Parciales: 25–39, 23–15, 21–22, 30–28                          | |  |  |
|                               | Estadísticas Paul George 26 George, Westbrook 10 c/u Russell Westbrook 10 | Reporte Pts Reb Asts                  | Estadísticas Damian Lillard 30 Enes Kanter 18 Damian Lillard 4 | Pabellón: Moda Center, Portland, Oregon Asistencia: 19,886 espectadores Árbitros: Zach Zarba, Rodney Mott, Tre Maddox Televisión: ABC |  |  |
| Portland lidera la serie, 1–0 |                                                                           |                                       |                                                                | |  |  |
|                               |                                                                           |                                       |                                                                | |  |  |

| 16 de abril                   | Oklahoma City Thunder                                                   | 94–114                                | Portland Trail Blazers                                         | |  |  |
| 10:30 p. m.                   | Parciales: 31–26, 23–28, 21–37, 19–23                                   | Parciales: 31–26, 23–28, 21–37, 19–23 | Parciales: 31–26, 23–28, 21–37, 19–23                          | |  |  |
|                               | Estadísticas Paul George 27 Adams, Westbrook 9 c/u Russell Westbrook 11 | Reporte Pts Reb Asts                  | Estadísticas C. J. McCollum 33 Moe Harkless 9 Damian Lillard 6 | Pabellón: Moda Center, Portland, Oregon Asistencia: 20,041 espectadores Árbitros: Scott Foster, Jason Phillips, Karl Lane Televisión: TNT |  |  |
| Portland lidera la serie, 2–0 |                                                                         |                                       |                                                                | |  |  |
|                               |                                                                         |                                       |                                                                | |  |  |

| 19 de abril                   | Portland Trail Blazers                                            | 108–120                               | Oklahoma City Thunder                                                 | |  |  |
| 9:30 p. m.                    | Parciales: 22–21, 17–28, 43–37, 26–34                             | Parciales: 22–21, 17–28, 43–37, 26–34 | Parciales: 22–21, 17–28, 43–37, 26–34                                 | |  |  |
|                               | Estadísticas Damian Lillard 32 Al-Farouq Aminu 9 C. J. McCollum 7 | Reporte Pts Reb Asts                  | Estadísticas Russell Westbrook 33 Steven Adams 7 Russell Westbrook 11 | Pabellón: Chesapeake Energy Arena, Oklahoma City, Oklahoma Asistencia: 18,203 espectadores Árbitros: Marc Davis, Tony Brown, Nick Buchert Televisión: ESPN |  |  |
| Portland lidera la serie, 2–1 |                                                                   |                                       |                                                                       | |  |  |
|                               |                                                                   |                                       |                                                                       | |  |  |

| 21 de abril                   | Portland Trail Blazers                                                  | 111–98                                | Oklahoma City Thunder                                          | |  |  |
| 9:30 p. m.                    | Parciales: 26–24, 24–22, 29–22, 32–30                                   | Parciales: 26–24, 24–22, 29–22, 32–30 | Parciales: 26–24, 24–22, 29–22, 32–30                          | |  |  |
|                               | Estadísticas C. J. McCollum 27 Harkless, Kanter 10 c/u Damian Lillard 8 | Reporte Pts Reb Asts                  | Estadísticas Paul George 32 Paul George 10 Russell Westbrook 7 | Pabellón: Chesapeake Energy Arena, Oklahoma City, Oklahoma Asistencia: 18,203 espectadores Árbitros: Mike Callahan, Eric Lewis, Mark Lindsay Televisión: TNT |  |  |
| Portland lidera la serie, 3–1 |                                                                         |                                       |                                                                | |  |  |
|                               |                                                                         |                                       |                                                                | |  |  |

| 23 de abril                 | Oklahoma City Thunder                                                 | 115–118                               | Portland Trail Blazers                                         | |  |  |
| 10:30 p. m.                 | Parciales: 37–29, 23–32, 30–27, 25–30                                 | Parciales: 37–29, 23–32, 30–27, 25–30 | Parciales: 37–29, 23–32, 30–27, 25–30                          | |  |  |
|                             | Estadísticas Paul George 36 Russell Westbrook 11 Russell Westbrook 14 | Reporte Pts Reb Asts                  | Estadísticas Damian Lillard 50 Enes Kanter 13 Damian Lillard 6 | Pabellón: Moda Center, Portland, Oregon Asistencia: 20,241 espectadores Árbitros: James Capers, Kane Fitzgerald, Courtney Kirkland Televisión: TNT |  |  |
| Portland gana la serie, 4–1 |                                                                       |                                       |                                                                | |  |  |
|                             |                                                                       |                                       |                                                                | |  |  |

| 4 de enero de 2019 | Oklahoma City Thunder | 111–109 | Portland Trail Blazers |                                         |  |
|                    |                       |         |                        |                                         |  |
|                    |                       | Reporte |                        | Pabellón: Moda Center, Portland, Oregon |  |

| 22 de enero de 2019 | Portland Trail Blazers | 114–123 | Oklahoma City Thunder |                                                            |  |
|                     |                        |         |                       |                                                            |  |
|                     |                        | Reporte |                       | Pabellón: Chesapeake Energy Arena, Oklahoma City, Oklahoma |  |

| 11 de febrero de 2019 | Portland Trail Blazers | 111–120 | Oklahoma City Thunder |                                                            |  |
|                       |                        |         |                       |                                                            |  |
|                       |                        | Reporte |                       | Pabellón: Chesapeake Energy Arena, Oklahoma City, Oklahoma |  |

| 7 de marzo de 2019 | Oklahoma City Thunder | 129–121 (OT) | Portland Trail Blazers |                                         |  |
|                    |                       |              |                        |                                         |  |
|                    |                       | Reporte      |                        | Pabellón: Moda Center, Portland, Oregon |  |

Esta será la quinta vez que SuperSonics/Thunder y Blazers se enfrenten en playoffs, siendo la primera desde que los Seattle SuperSonics se mudaron a Oklahoma City en 2008. Habiendo ganado dos eliminatorias cada equipo.
| 1978 | Portland Trail Blazers | 2–4 | Seattle SuperSonics |                                              |
|      |                        |     |                     |                                              |
|      |                        |     |                     | Pabellón: Semifinales Conferencia Oeste 1978 |

| 1980 | Seattle SuperSonics | 2–1 | Portland Trail Blazers |                                           |
|      |                     |     |                        |                                           |
|      |                     |     |                        | Pabellón: 1ª ronda Conferencia Oeste 1980 |

| 1983 | Seattle SuperSonics | 0–2 | Portland Trail Blazers |                                           |
|      |                     |     |                        |                                           |
|      |                     |     |                        | Pabellón: 1ª ronda Conferencia Oeste 1983 |

| 1991 | Portland Trail Blazers | 3–2 | Seattle SuperSonics |                                           |
|      |                        |     |                     |                                           |
|      |                        |     |                     | Pabellón: 1ª ronda Conferencia Oeste 1991 |

#### (4) Houston Rockets vs. (5) Utah Jazz
| 14 de abril                  | Utah Jazz                                                | 90–122                                | Houston Rockets                                              | |  |  |
| 9:30 p. m.                   | Parciales: 24–31, 20–28, 27–24, 19–39                    | Parciales: 24–31, 20–28, 27–24, 19–39 | Parciales: 24–31, 20–28, 27–24, 19–39                        | |  |  |
|                              | Estadísticas Rudy Gobert 22 Rudy Gobert 12 Ricky Rubio 6 | Reporte Pts Reb Asts                  | Estadísticas James Harden 29 Clint Capela 12 James Harden 10 | Pabellón: Toyota Center, Houston, Texas Asistencia: 18,055 espectadores Árbitros: Marc Davis, John Goble, Michael Smith Televisión: TNT |  |  |
| Houston lidera la serie, 1–0 |                                                          |                                       |                                                              | |  |  |
|                              |                                                          |                                       |                                                              | |  |  |

| 17 de abril                  | Utah Jazz                                                              | 98–118                                | Houston Rockets                                              | |  |  |
| 9:30 p. m.                   | Parciales: 19–39, 25–31, 23–25, 31–23                                  | Parciales: 19–39, 25–31, 23–25, 31–23 | Parciales: 19–39, 25–31, 23–25, 31–23                        | |  |  |
|                              | Estadísticas Rubio, O'Neale 17 c/u Gobert, Favors 12 c/u Ricky Rubio 9 | Reporte Pts Reb Asts                  | Estadísticas James Harden 32 James Harden 13 James Harden 10 | Pabellón: Toyota Center, Houston, Texas Asistencia: 18,055 espectadores Árbitros: Tony Brown, Zach Zarba, Tom Washington Televisión: TNT |  |  |
| Houston lidera la serie, 2–0 |                                                                        |                                       |                                                              | |  |  |
|                              |                                                                        |                                       |                                                              | |  |  |

| 20 de abril                  | Houston Rockets                                              | 104–101                               | Utah Jazz                                                           | |  |  |
| 10:30 p. m.                  | Parciales: 28–30, 22–25, 24–21, 30–25                        | Parciales: 28–30, 22–25, 24–21, 30–25 | Parciales: 28–30, 22–25, 24–21, 30–25                               | |  |  |
|                              | Estadísticas James Harden 22 Clint Capela 14 James Harden 10 | Reporte Pts Reb Asts                  | Estadísticas Donovan Mitchell 34 Gobert, Ingles 8 c/u Ricky Rubio 6 | Pabellón: Vivint Smart Home Arena, Salt Lake City, Utah Asistencia: 18,306 espectadores Árbitros: Ken Mauer, Josh Tiven, Kevin Scott Televisión: ESPN |  |  |
| Houston lidera la serie, 3–0 |                                                              |                                       |                                                                     | |  |  |
|                              |                                                              |                                       |                                                                     | |  |  |

| 22 de abril                  | Houston Rockets                                        | 91–107                                | Utah Jazz                                                              | |  |  |
| 10:30 p. m.                  | Parciales: 24–32, 23–21, 32–23, 12–31                  | Parciales: 24–32, 23–21, 32–23, 12–31 | Parciales: 24–32, 23–21, 32–23, 12–31                                  | |  |  |
|                              | Estadísticas James Harden 30 Chris Paul 8 Chris Paul 7 | Reporte Pts Reb Asts                  | Estadísticas Donovan Mitchell 31 Favors, O'Neale 11 c/u Ricky Rubio 11 | Pabellón: Vivint Smart Home Arena, Salt Lake City, Utah Asistencia: 18,306 espectadores Árbitros: Tony Brothers, David Guthrie, Pat Fraher Televisión: TNT |  |  |
| Houston lidera la serie, 3–1 |                                                        |                                       |                                                                        | |  |  |
|                              |                                                        |                                       |                                                                        | |  |  |

| 24 de abril                | Utah Jazz                                                           | 93–100                                | Houston Rockets                                             | |  |  |
| 8:00 p. m.                 | Parciales: 20–20, 22–26, 27–29, 24–25                               | Parciales: 20–20, 22–26, 27–29, 24–25 | Parciales: 20–20, 22–26, 27–29, 24–25                       | |  |  |
|                            | Estadísticas Royce O'Neale 18 Crowder, Gobert 10 c/u Ricky Rubio 11 | Reporte Pts Reb Asts                  | Estadísticas James Harden 26 Clint Capela 10 James Harden 6 | Pabellón: Toyota Center, Houston, Texas Asistencia: 18,055 espectadores Árbitros: Ed Malloy, Sean Wright, Rodney Mott Televisión: TNT |  |  |
| Houston gana la serie, 4–1 |                                                                     |                                       |                                                             | |  |  |
|                            |                                                                     |                                       |                                                             | |  |  |

| 24 de octubre de 2018 | Utah Jazz | 100–89  | Houston Rockets |                                         |  |
|                       |           |         |                 |                                         |  |
|                       |           | Reporte |                 | Pabellón: Toyota Center, Houston, Texas |  |

| 6 de diciembre de 2018 | Houston Rockets | 91–118  | Utah Jazz |                                                         |  |
|                        |                 |         |           |                                                         |  |
|                        |                 | Reporte |           | Pabellón: Vivint Smart Home Arena, Salt Lake City, Utah |  |

| 17 de diciembre de 2018 | Utah Jazz | 97–102  | Houston Rockets |                                         |  |
|                         |           |         |                 |                                         |  |
|                         |           | Reporte |                 | Pabellón: Toyota Center, Houston, Texas |  |

| 2 de febrero de 2019 | Houston Rockets | 125–98  | Utah Jazz |                                                         |  |
|                      |                 |         |           |                                                         |  |
|                      |                 | Reporte |           | Pabellón: Vivint Smart Home Arena, Salt Lake City, Utah |  |

Es la novena ocasión que se enfrentan en playoffs ambos equipos, Utah lidera la serie con cinco triunfos.
| 1985 | Houston Rockets | 2–3 | Utah Jazz |                                           |
|      |                 |     |           |                                           |
|      |                 |     |           | Pabellón: 1ª ronda Conferencia Oeste 1985 |

| 1994 | Houston Rockets | 4–1 | Utah Jazz |                                          |
|      |                 |     |           |                                          |
|      |                 |     |           | Pabellón: Finales Conferencia Oeste 1994 |

| 1995 | Houston Rockets | 3–2 | Utah Jazz |                                           |
|      |                 |     |           |                                           |
|      |                 |     |           | Pabellón: 1ª ronda Conferencia Oeste 1995 |

| 1997 | Houston Rockets | 2–4 | Utah Jazz |                                          |
|      |                 |     |           |                                          |
|      |                 |     |           | Pabellón: Finales Conferencia Oeste 1997 |

| 1998 | Houston Rockets | 2–3 | Utah Jazz |                                           |
|      |                 |     |           |                                           |
|      |                 |     |           | Pabellón: 1ª ronda Conferencia Oeste 1998 |

| 2007 | Utah Jazz | 4–3 | Houston Rockets |                                           |
|      |           |     |                 |                                           |
|      |           |     |                 | Pabellón: 1ª ronda Conferencia Oeste 2007 |

| 2008 | Utah Jazz | 4–2 | Houston Rockets |                                           |
|      |           |     |                 |                                           |
|      |           |     |                 | Pabellón: 1ª ronda Conferencia Oeste 2008 |

| 2018 | Houston Rockets | 4–1 | Utah Jazz |                                              |
|      |                 |     |           |                                              |
|      |                 |     |           | Pabellón: Semifinales Conferencia Oeste 2018 |

### Semifinales de Conferencia

#### (1) Golden State Warriors vs. (4) Houston Rockets
| 28 de abril                       | Houston Rockets                                            | 100–104                               | Golden State Warriors                                          | |  |  |
| 3:30 p. m.                        | Parciales: 19–28, 34–25, 23–30, 24–21                      | Parciales: 19–28, 34–25, 23–30, 24–21 | Parciales: 19–28, 34–25, 23–30, 24–21                          | |  |  |
|                                   | Estadísticas James Harden 35 Clint Capela 6 James Harden 6 | Reporte Pts Reb Asts                  | Estadísticas Kevin Durant 35 Draymond Green 9 Draymond Green 9 | Pabellón: Oracle Arena, Oakland, California Asistencia: 19,596 espectadores Árbitros: Zach Zarba, Josh Tiven, Courtney Kirkland Televisión: ABC |  |  |
| Golden State lidera la serie, 1–0 |                                                            |                                       |                                                                | |  |  |
|                                   |                                                            |                                       |                                                                | |  |  |

| 30 de abril                       | Houston Rockets                                                 | 109–115                               | Golden State Warriors                                           | |  |  |
| 10:30 p. m.                       | Parciales: 20–29, 29–29, 26–24, 34–33                           | Parciales: 20–29, 29–29, 26–24, 34–33 | Parciales: 20–29, 29–29, 26–24, 34–33                           | |  |  |
|                                   | Estadísticas James Harden 29 Capela, Tucker 10 c/u Chris Paul 6 | Reporte Pts Reb Asts                  | Estadísticas Kevin Durant 29 Draymond Green 12 Draymond Green 7 | Pabellón: Oracle Arena, Oakland, California Asistencia: 19,596 espectadores Árbitros: Scott Foster, Ed Malloy, Eric Lewis Televisión: TNT |  |  |
| Golden State lidera la serie, 2–0 |                                                                 |                                       |                                                                 | |  |  |
|                                   |                                                                 |                                       |                                                                 | |  |  |

| 4 de mayo                         | Golden State Warriors                                            | 121–126                                            | Houston Rockets                                          | |  |  |
| 8:30 p. m.                        | Parciales: 26–25, 23–33, 35–33, 28–21 (T.E.: 9–14)               | Parciales: 26–25, 23–33, 35–33, 28–21 (T.E.: 9–14) | Parciales: 26–25, 23–33, 35–33, 28–21 (T.E.: 9–14)       | |  |  |
|                                   | Estadísticas Kevin Durant 46 Draymond Green 11 Draymond Green 10 | Reporte Pts Reb Asts                               | Estadísticas James Harden 41 P.J. Tucker 12 Chris Paul 7 | Pabellón: Toyota Center, Houston, Texas Asistencia: 18,169 espectadores Árbitros: James Capers, John Goble, Sean Wright Televisión: ABC |  |  |
| Golden State lidera la serie, 2–1 |                                                                  |                                                    |                                                          | |  |  |
|                                   |                                                                  |                                                    |                                                          | |  |  |

| 6 de mayo           | Golden State Warriors                                          | 108–112                               | Houston Rockets                                                 | |  |  |
| 9:30 p. m.          | Parciales: 28–25, 26–36, 30–32, 24–19                          | Parciales: 28–25, 26–36, 30–32, 24–19 | Parciales: 28–25, 26–36, 30–32, 24–19                           | |  |  |
|                     | Estadísticas Kevin Durant 34 Draymond Green 10 Stephen Curry 8 | Reporte Pts Reb Asts                  | Estadísticas James Harden 38 Harden, Tucker 10 c/u Chris Paul 5 | Pabellón: Toyota Center, Houston, Texas Asistencia: 18,055 espectadores Árbitros: Mike Callahan, David Guthrie, Kevin Scott Televisión: TNT |  |  |
| Serie empatada, 2–2 |                                                                |                                       |                                                                 | |  |  |
|                     |                                                                |                                       |                                                                 | |  |  |

| 8 de mayo                         | Houston Rockets                                             | 99–104                                | Golden State Warriors                                             | |  |  |
| 10:30 p. m.                       | Parciales: 17–31, 26–26, 29–15, 27–32                       | Parciales: 17–31, 26–26, 29–15, 27–32 | Parciales: 17–31, 26–26, 29–15, 27–32                             | |  |  |
|                                   | Estadísticas James Harden 31 Clint Capela 14 James Harden 8 | Reporte Pts Reb Asts                  | Estadísticas Klay Thompson 27 Draymond Green 12 Draymond Green 11 | Pabellón: Oracle Arena, Oakland, California Asistencia: 19,596 espectadores Árbitros: Ken Mauer, Jason Phillips, Kane Fitzgerald Televisión: TNT |  |  |
| Golden State lidera la serie, 3–2 |                                                             |                                       |                                                                   | |  |  |
|                                   |                                                             |                                       |                                                                   | |  |  |

| 10 de mayo                      | Golden State Warriors                                            | 118–113                               | Houston Rockets                                         | |  |  |
| 9:00 p. m.                      | Parciales: 27–28, 30–29, 25–30, 36–26                            | Parciales: 27–28, 30–29, 25–30, 36–26 | Parciales: 27–28, 30–29, 25–30, 36–26                   | |  |  |
|                                 | Estadísticas Stephen Curry 33 Draymond Green 10 Draymond Green 7 | Reporte Pts Reb Asts                  | Estadísticas James Harden 35 Chris Paul 11 Chris Paul 6 | Pabellón: Toyota Center, Houston, Texas Asistencia: 19,596 espectadores Árbitros: Marc Davis, Eric Lewis, Pat Fraher Televisión: ESPN |  |  |
| Golden State gana la serie, 4–2 |                                                                  |                                       |                                                         | |  |  |
|                                 |                                                                  |                                       |                                                         | |  |  |

| 15 de noviembre de 2018 | Golden State Warriors | 86–107  | Houston Rockets |                                         |  |
|                         |                       |         |                 |                                         |  |
|                         |                       | Reporte |                 | Pabellón: Toyota Center, Houston, Texas |  |

| 3 de enero de 2019 | Houston Rockets | 135–134 | Golden State Warriors |                                             |  |
|                    |                 |         |                       |                                             |  |
|                    |                 | Reporte |                       | Pabellón: Oracle Arena, Oakland, California |  |

| 23 de febrero de 2019 | Houston Rockets | 118–112 | Golden State Warriors |                                             |  |
|                       |                 |         |                       |                                             |  |
|                       |                 | Reporte |                       | Pabellón: Oracle Arena, Oakland, California |  |

| 13 de marzo de 2019 | Golden State Warriors | 106–104 | Houston Rockets |                                         |  |
|                     |                       |         |                 |                                         |  |
|                     |                       | Reporte |                 | Pabellón: Toyota Center, Houston, Texas |  |

Es la cuarta ocasión que se enfrentan en playoffs ambos equipos, Golden State ha ganado todos los encuentros anteriores.
| 2015 | Golden State Warriors | 4–1 | Houston Rockets |                                          |
|      |                       |     |                 |                                          |
|      |                       |     |                 | Pabellón: Finales Conferencia Oeste 2015 |

| 2016 | Golden State Warriors | 4–1 | Houston Rockets |                                           |
|      |                       |     |                 |                                           |
|      |                       |     |                 | Pabellón: 1ª ronda Conferencia Oeste 2016 |

| 2018 | Houston Rockets | 3–4 | Golden State Warriors |                                          |
|      |                 |     |                       |                                          |
|      |                 |     |                       | Pabellón: Finales Conferencia Oeste 2018 |

#### (2) Denver Nuggets vs. (3) Portland Trail Blazers
| 29 de abril                 | Portland Trail Blazers                                              | 113–121                               | Denver Nuggets                                             | |  |  |
| 10:30 p. m.                 | Parciales: 32–32, 23–26, 29–35, 29–28                               | Parciales: 32–32, 23–26, 29–35, 29–28 | Parciales: 32–32, 23–26, 29–35, 29–28                      | |  |  |
|                             | Estadísticas Damian Lillard 39 Aminu, Turner 8 c/u Damian Lillard 6 | Reporte Pts Reb Asts                  | Estadísticas Nikola Jokić 37 Nikola Jokić 9 Jamal Murray 8 | Pabellón: Pepsi Center, Denver, Colorado Asistencia: 19,520 espectadores Árbitros: Ken Mauer, Sean Wright, Ben Taylor Televisión: TNT |  |  |
| Denver lidera la serie, 1–0 |                                                                     |                                       |                                                            | |  |  |
|                             |                                                                     |                                       |                                                            | |  |  |

| 1 de mayo           | Portland Trail Blazers                                             | 97–90                                 | Denver Nuggets                                              | |  |  |
| 9:00 p. m.          | Parciales: 28–23, 22–12, 28–29, 19–26                              | Parciales: 28–23, 22–12, 28–29, 19–26 | Parciales: 28–23, 22–12, 28–29, 19–26                       | |  |  |
|                     | Estadísticas C. J. McCollum 20 Al-Farouq Aminu 10 C. J. McCollum 6 | Reporte Pts Reb Asts                  | Estadísticas Nikola Jokić 16 Nikola Jokić 14 Nikola Jokić 7 | Pabellón: Pepsi Center, Denver, Colorado Asistencia: 19,520 espectadores Árbitros: James Capers, Pat Fraher, Michael Smith Televisión: TNT |  |  |
| Serie empatada, 1–1 |                                                                    |                                       |                                                             | |  |  |
|                     |                                                                    |                                       |                                                             | |  |  |

| 3 de mayo | Denver Nuggets                                                      | 137–140                                                             | Portland Trail Blazers                                              | |  |  |
| 10:30 p. m. | Parciales: 17–23, 30–25, 29–33, 26–21 (T.E.: 7–7, 9–9, 11–11, 8–11) | Parciales: 17–23, 30–25, 29–33, 26–21 (T.E.: 7–7, 9–9, 11–11, 8–11) | Parciales: 17–23, 30–25, 29–33, 26–21 (T.E.: 7–7, 9–9, 11–11, 8–11) | |  |  |
| | Estadísticas Jamal Murray 34 Nikola Jokić 18 Nikola Jokić 14        | Reporte Pts Reb Asts                                                | Estadísticas C. J. McCollum 41 Enes Kanter 15 Damian Lillard 8      | Pabellón: Moda Center, Portland, Oregon Asistencia: 20,193 espectadores Árbitros: Mike Callahan, Eric Lewis, Rodney Mott Televisión: ESPN |  |  |
| Portland lidera la serie, 2–1 Es la primera vez desde los playoffs de 1953 que un encuentro tiene 4 tiempos extra. |                                                                     |                                                                     |                                                                     | |  |  |
| |                                                                     |                                                                     |                                                                     | |  |  |

| 5 de mayo           | Denver Nuggets                                               | 116–112                               | Portland Trail Blazers                                         | |  |  |
| 7:00 p. m.          | Parciales: 29–33, 28–30, 27–14, 32–35                        | Parciales: 29–33, 28–30, 27–14, 32–35 | Parciales: 29–33, 28–30, 27–14, 32–35                          | |  |  |
|                     | Estadísticas Jamal Murray 34 Nikola Jokić 12 Nikola Jokić 11 | Reporte Pts Reb Asts                  | Estadísticas Damian Lillard 29 Enes Kanter 10 Damian Lillard 7 | Pabellón: Moda Center, Portland, Oregon Asistencia: 20,146 espectadores Árbitros: Scott Foster, Jason Phillips, Derrick Collins Televisión: TNT |  |  |
| Serie empatada, 2–2 |                                                              |                                       |                                                                | |  |  |
|                     |                                                              |                                       |                                                                | |  |  |

| 7 de mayo                   | Portland Trail Blazers                                        | 98–124                                | Denver Nuggets                                              | |  |  |
| 10:30 p. m.                 | Parciales: 25–31, 22–34, 18–28, 33–31                         | Parciales: 25–31, 22–34, 18–28, 33–31 | Parciales: 25–31, 22–34, 18–28, 33–31                       | |  |  |
|                             | Estadísticas Damian Lillard 22 Enes Kanter 8 Damian Lillard 4 | Reporte Pts Reb Asts                  | Estadísticas Nikola Jokić 25 Nikola Jokić 19 Jamal Murray 9 | Pabellón: Pepsi Center, Denver, Colorado Asistencia: 19,520 espectadores Árbitros: Marc Davis, Tony Brothers, Josh Tiven Televisión: TNT |  |  |
| Denver lidera la serie, 3–2 |                                                               |                                       |                                                             | |  |  |
|                             |                                                               |                                       |                                                             | |  |  |

| 9 de mayo           | Denver Nuggets                                              | 108–119                               | Portland Trail Blazers                                      | |  |  |
| 10:30 p. m.         | Parciales: 34–26, 20–32, 26–29, 28–32                       | Parciales: 34–26, 20–32, 26–29, 28–32 | Parciales: 34–26, 20–32, 26–29, 28–32                       | |  |  |
|                     | Estadísticas Nikola Jokić 29 Nikola Jokić 12 Nikola Jokić 8 | Reporte Pts Reb Asts                  | Estadísticas Damian Lillard 32 Enes Kanter 14 Evan Turner 7 | Pabellón: Moda Center, Portland, Oregon Asistencia: 20,022 espectadores Árbitros: James Capers, Ed Malloy, Sean Wright Televisión: ESPN |  |  |
| Serie empatada, 3–3 |                                                             |                                       |                                                             | |  |  |
|                     |                                                             |                                       |                                                             | |  |  |

| 12 de mayo                  | Portland Trail Blazers                                         | 100–96                                | Denver Nuggets                                              | |  |  |
| 3:30 p. m.                  | Parciales: 17–29, 22–19, 32–24, 29–24                          | Parciales: 17–29, 22–19, 32–24, 29–24 | Parciales: 17–29, 22–19, 32–24, 29–24                       | |  |  |
|                             | Estadísticas C. J. McCollum 37 Enes Kanter 13 Damian Lillard 8 | Reporte Pts Reb Asts                  | Estadísticas Nikola Jokić 29 Nikola Jokić 13 Jamal Murray 5 | Pabellón: Pepsi Center, Denver, Colorado Asistencia: 19,725 espectadores Árbitros: Mike Callahan, John Goble, David Guthrie Televisión: ABC |  |  |
| Portland gana la serie, 4–3 |                                                                |                                       |                                                             | |  |  |
|                             |                                                                |                                       |                                                             | |  |  |

| 30 de noviembre de 2018 | Denver Nuggets | 113–112 | Portland Trail Blazers |                                         |  |
|                         |                |         |                        |                                         |  |
|                         |                | Reporte |                        | Pabellón: Moda Center, Portland, Oregon |  |

| 13 de enero de 2019 | Portland Trail Blazers | 113–116 | Denver Nuggets |                                          |  |
|                     |                        |         |                |                                          |  |
|                     |                        | Reporte |                | Pabellón: Pepsi Center, Denver, Colorado |  |

| 5 de abril de 2019 | Portland Trail Blazers | 110–119 | Denver Nuggets |                                          |  |
|                    |                        |         |                |                                          |  |
|                    |                        | Reporte |                | Pabellón: Pepsi Center, Denver, Colorado |  |

| 7 de abril de 2019 | Denver Nuggets | 108–115 | Portland Trail Blazers |                                         |  |
|                    |                |         |                        |                                         |  |
|                    |                | Reporte |                        | Pabellón: Moda Center, Portland, Oregon |  |

Es la tercera ocasión que se enfrentan en playoffs estos equipos, ambos han ganado un encuentro anterior.
| 1977 | Denver Nuggets | 2–4 | Portland Trail Blazers |                                              |
|      |                |     |                        |                                              |
|      |                |     |                        | Pabellón: Semifinales Conferencia Oeste 1977 |

| 1986 | Denver Nuggets | 3–1 | Portland Trail Blazers |                                           |
|      |                |     |                        |                                           |
|      |                |     |                        | Pabellón: 1ª ronda Conferencia Oeste 1986 |

### Finales de Conferencia

#### (1) Golden State Warriors vs. (3) Portland Trail Blazers
| 14 de mayo                        | Portland Trail Blazers                                         | 94–116                                | Golden State Warriors                                           | |  |  |
| 9:00 p. m.                        | Parciales: 23–27, 22–27, 26–23, 23–39                          | Parciales: 23–27, 22–27, 26–23, 23–39 | Parciales: 23–27, 22–27, 26–23, 23–39                           | |  |  |
|                                   | Estadísticas Damian Lillard 19 Enes Kanter 16 Damian Lillard 6 | Reporte Pts Reb Asts                  | Estadísticas Stephen Curry 36 Draymond Green 10 Stephen Curry 7 | Pabellón: Oracle Arena, Oakland, California Asistencia: 19,596 espectadores Árbitros: Marc Davis, Tony Brothers, Tony Brown Televisión: ESPN |  |  |
| Golden State lidera la serie, 1–0 |                                                                |                                       |                                                                 | |  |  |
|                                   |                                                                |                                       |                                                                 | |  |  |

| 16 de mayo                        | Portland Trail Blazers                                                | 111–114                               | Golden State Warriors                                           | |  |  |
| 9:00 p. m.                        | Parciales: 31–29, 34–21, 24–39, 22–25                                 | Parciales: 31–29, 34–21, 24–39, 22–25 | Parciales: 31–29, 34–21, 24–39, 22–25                           | |  |  |
|                                   | Estadísticas Damian Lillard 23 Aminu, Leonard 6 c/u Damian Lillard 10 | Reporte Pts Reb Asts                  | Estadísticas Stephen Curry 37 Draymond Green 10 Stephen Curry 8 | Pabellón: Oracle Arena, Oakland, California Asistencia: 19,596 espectadores Árbitros: James Capers, Ken Mauer, Josh Tiven Televisión: ESPN |  |  |
| Golden State lidera la serie, 2–0 |                                                                       |                                       |                                                                 | |  |  |
|                                   |                                                                       |                                       |                                                                 | |  |  |

| 18 de mayo                        | Golden State Warriors                                             | 110–99                                | Portland Trail Blazers                                         | |  |  |
| 9:00 p. m.                        | Parciales: 27–29, 26–37, 29–13, 28–20                             | Parciales: 27–29, 26–37, 29–13, 28–20 | Parciales: 27–29, 26–37, 29–13, 28–20                          | |  |  |
|                                   | Estadísticas Stephen Curry 36 Draymond Green 13 Draymond Green 12 | Reporte Pts Reb Asts                  | Estadísticas C. J. McCollum 23 Zach Collins 8 Damian Lillard 6 | Pabellón: Moda Center, Portland, Oregon Asistencia: 20,214 espectadores Árbitros: Zach Zarba, David Guthrie, Pat Fraher Televisión: ESPN |  |  |
| Golden State lidera la serie, 3–0 |                                                                   |                                       |                                                                | |  |  |
|                                   |                                                                   |                                       |                                                                | |  |  |

| 20 de mayo                      | Golden State Warriors                                                  | 119–117                                           | Portland Trail Blazers                                             | |  |  |
| 9:00 p. m.                      | Parciales: 36–35, 29–34, 22–26, 24–16 (T.E.: 8–6)                      | Parciales: 36–35, 29–34, 22–26, 24–16 (T.E.: 8–6) | Parciales: 36–35, 29–34, 22–26, 24–16 (T.E.: 8–6)                  | |  |  |
|                                 | Estadísticas Stephen Curry 37 Green, Looney 14 c/u Curry, Green 11 c/u | Reporte Pts Reb Asts                              | Estadísticas Meyers Leonard 30 Meyers Leonard 12 Damian Lillard 12 | Pabellón: Moda Center, Portland, Oregon Asistencia: 20,064 espectadores Árbitros: Mike Callahan, Jason Phillips, Kevin Scott Televisión: ESPN |  |  |
| Golden State gana la serie, 4–0 |                                                                        |                                                   |                                                                    | |  |  |
|                                 |                                                                        |                                                   |                                                                    | |  |  |

| 23 de noviembre de 2018 | Portland Trail Blazers | 97–125  | Golden State Warriors |                                             |  |
|                         |                        |         |                       |                                             |  |
|                         |                        | Reporte |                       | Pabellón: Oracle Arena, Oakland, California |  |

| 27 de diciembre de 2018 | Portland Trail Blazers | 110–109 | Golden State Warriors |                                             |  |
|                         |                        |         |                       |                                             |  |
|                         |                        | Reporte |                       | Pabellón: Oracle Arena, Oakland, California |  |

| 29 de diciembre de 2018 | Golden State Warriors | 115–105 | Portland Trail Blazers |                                         |  |
|                         |                       |         |                        |                                         |  |
|                         |                       | Reporte |                        | Pabellón: Moda Center, Portland, Oregon |  |

| 3 de abril de 2019 | Golden State Warriors | 107–129 | Portland Trail Blazers |                                         |  |
|                    |                       |         |                        |                                         |  |
|                    |                       | Reporte |                        | Pabellón: Moda Center, Portland, Oregon |  |

Es la tercera ocasión que se enfrentan en playoffs estos equipos, Golden State ha ganado todos los encuentros.
| 2016 | Golden State Warriors | 4–1 | Portland Trail Blazers |                                              |
|      |                       |     |                        |                                              |
|      |                       |     |                        | Pabellón: Semifinales Conferencia Oeste 2016 |

| 2017 | Golden State Warriors | 4–0 | Portland Trail Blazers |                                           |
|      |                       |     |                        |                                           |
|      |                       |     |                        | Pabellón: 1ª ronda Conferencia Oeste 2017 |

## Finales de la NBA: (E2) Toronto Raptors vs. (O1) Golden State Warriors
| 30 de mayo                   | Golden State Warriors                                             | 109–118                               | Toronto Raptors                                                  | |  |  |
| 9:00 p. m.                   | Parciales: 21–25, 28–34, 32–29, 28–30                             | Parciales: 21–25, 28–34, 32–29, 28–30 | Parciales: 21–25, 28–34, 32–29, 28–30                            | |  |  |
|                              | Estadísticas Stephen Curry 34 Draymond Green 10 Draymond Green 10 | Reporte Pts Reb Asts                  | Estadísticas Pascal Siakam 32 Leonard, Siakam 8 c/u Kyle Lowry 9 | Pabellón: Scotiabank Arena, Toronto, Ontario Asistencia: 19,983 espectadores Árbitros: James Capers, Jason Phillips, John Goble Televisión: ABC, SN1 |  |  |
| Toronto lidera la serie, 1–0 |                                                                   |                                       |                                                                  | |  |  |
|                              |                                                                   |                                       |                                                                  | |  |  |

| 2 de junio          | Golden State Warriors                                                | 109–104                               | Toronto Raptors                                                | |  |  |
| 8:00 p. m.          | Parciales: 26–27, 28–32, 34–21, 21–24                                | Parciales: 26–27, 28–32, 34–21, 21–24 | Parciales: 26–27, 28–32, 34–21, 21–24                          | |  |  |
|                     | Estadísticas Klay Thompson 25 Cousins, Green 10 c/u Draymond Green 9 | Reporte Pts Reb Asts                  | Estadísticas Kawhi Leonard 34 Kawhi Leonard 14 Pascal Siakam 5 | Pabellón: Scotiabank Arena, Toronto, Ontario Asistencia: 20,014 espectadores Árbitros: Scott Foster, Tony Brothers, Ed Malloy Televisión: ABC, TSN |  |  |
| Serie empatada, 1–1 |                                                                      |                                       |                                                                | |  |  |
|                     |                                                                      |                                       |                                                                | |  |  |

| 5 de junio                   | Toronto Raptors                                            | 123–109                               | Golden State Warriors                                         | |  |  |
| 9:00 p. m.                   | Parciales: 36–29, 24–23, 36–31, 27–26                      | Parciales: 36–29, 24–23, 36–31, 27–26 | Parciales: 36–29, 24–23, 36–31, 27–26                         | |  |  |
|                              | Estadísticas Kawhi Leonard 30 Pascal Siakam 9 Kyle Lowry 9 | Reporte Pts Reb Asts                  | Estadísticas Stephen Curry 47 Stephen Curry 8 Stephen Curry 7 | Pabellón: Oracle Arena, Oakland, California Asistencia: 19,596 espectadores Árbitros: Marc Davis, David Guthrie, Kane Fitzgerald Televisión: ABC, SN1 |  |  |
| Toronto lidera la serie, 2–1 |                                                            |                                       |                                                               | |  |  |
|                              |                                                            |                                       |                                                               | |  |  |

| 7 de junio                   | Toronto Raptors                                             | 105–92                                | Golden State Warriors                                            | |  |  |
| 9:00 p. m.                   | Parciales: 17–23, 25–23, 37–21, 26–25                       | Parciales: 17–23, 25–23, 37–21, 26–25 | Parciales: 17–23, 25–23, 37–21, 26–25                            | |  |  |
|                              | Estadísticas Kawhi Leonard 36 Kawhi Leonard 12 Kyle Lowry 7 | Reporte Pts Reb Asts                  | Estadísticas Klay Thompson 28 Draymond Green 9 Draymond Green 12 | Pabellón: Oracle Arena, Oakland, California Asistencia: 19,596 espectadores Árbitros: Mike Callahan, Zach Zarba, Eric Lewis Televisión: ABC, TSN |  |  |
| Toronto lidera la serie, 3–1 |                                                             |                                       |                                                                  | |  |  |
|                              |                                                             |                                       |                                                                  | |  |  |

| 10 de junio                  | Golden State Warriors                                            | 106–105                               | Toronto Raptors                                                     | |  |  |
| 9:00 p. m.                   | Parciales: 34–28, 28–28, 22–22, 22–27                            | Parciales: 34–28, 28–28, 22–22, 22–27 | Parciales: 34–28, 28–28, 22–22, 22–27                               | |  |  |
|                              | Estadísticas Stephen Curry 31 Draymond Green 10 Draymond Green 8 | Reporte Pts Reb Asts                  | Estadísticas Kawhi Leonard 26 Kawhi Leonard 12 Leonard, Lowry 6 c/u | Pabellón: Scotiabank Arena, Toronto, Ontario Asistencia: 20,144 espectadores Árbitros: James Capers, Jason Phillips, Ed Malloy Televisión: SN, RDS, ABC |  |  |
| Toronto lidera la serie, 3–2 |                                                                  |                                       |                                                                     | |  |  |
|                              |                                                                  |                                       |                                                                     | |  |  |

| 13 de junio                | Toronto Raptors                                                  | 114–110                               | Golden State Warriors                                             | |  |  |
| 9:00 p. m.                 | Parciales: 33–32, 27–25, 26–31, 28–22                            | Parciales: 33–32, 27–25, 26–31, 28–22 | Parciales: 33–32, 27–25, 26–31, 28–22                             | |  |  |
|                            | Estadísticas Lowry, Siakam 26 c/u Pascal Siakam 10 Kyle Lowry 10 | Reporte Pts Reb Asts                  | Estadísticas Klay Thompson 30 Draymond Green 19 Draymond Green 13 | Pabellón: Oracle Arena, Oakland, California Asistencia: 19,596 espectadores Árbitros: Marc Davis, David Guthrie, John Goble Televisión: ABC, TSN |  |  |
| Toronto gana la serie, 4–2 |                                                                  |                                       |                                                                   | |  |  |
|                            |                                                                  |                                       |                                                                   | |  |  |

| 29 de noviembre de 2018 | Golden State Warriors | 128–131 | Toronto Raptors |                                              |  |
|                         |                       |         |                 |                                              |  |
|                         |                       | Reporte |                 | Pabellón: Scotiabank Arena, Toronto, Ontario |  |

| 12 de diciembre de 2018 | Toronto Raptors | 113–93  | Golden State Warriors |                                             |  |
|                         |                 |         |                       |                                             |  |
|                         |                 | Reporte |                       | Pabellón: Oracle Arena, Oakland, California |  |

Es la primera vez que se enfrentan en playoffs estos equipos.

## Estadísticas
| Categoría   | Máximo                         | Máximo                                       | Máximo | Promedio                    | Promedio                       | Promedio | Promedio |
| Categoría   | Jugador                        | Equipo                                       | Máx.   | Jugador                     | Equipo                         | Media    | Part.    |
| ----------- | ------------------------------ | -------------------------------------------- | ------ | --------------------------- | ------------------------------ | -------- | -------- |
| Puntos      | Kevin Durant Damian Lillard    | Golden State Warriors Portland Trail Blazers | 50     | Kevin Durant                | Golden State Warriors          | 32.3     | 12       |
| Rebotes     | Giannis Antetokounmpo          | Milwaukee Bucks                              | 23     | Andre Drummond Nikola Jokić | Detroit Pistons Denver Nuggets | 13       | 4 14     |
| Asistencias | Nikola Jokić Russell Westbrook | Denver Nuggets Oklahoma City Thunder         | 14     | Russell Westbrook           | Oklahoma City Thunder          | 10.6     | 5        |
| Robos       | James Harden                   | Houston Rockets                              | 6      | Thaddeus Young              | Indiana Pacers                 | 2.8      | 4        |
| Tapones     | Rudy Gobert                    | Utah Jazz                                    | 7      | Rudy Gobert                 | Utah Jazz                      | 2.6      | 5        |